# إيان بوثام
إيان تيرينس بوثام، بارون بوثام (بالإنجليزية: Ian Terence Botham, Baron Botham؛ مواليد 24 نوفمبر 1955) هو معلق كريكيت إنجليزي، وعضو في مجلس اللوردات، ولاعب كريكيت سابق كان رئيسًا لنادي مقاطعة دورهام للكريكيت منذ عام 2017 وجامع تبرعات خيرية. يُعتبر بوثام أحد أعظم اللاعبين متعددي المهارات في تاريخ اللعبة، ومثل إنجلترا في كل من مباريات الكريكيت التجريبية ومباريات الكريكيت الدولية ليوم واحد. كان جزءًا من الفرق الإنجليزية التي احتلت المركز الثاني ‏ في كأس العالم للكريكيت عام 1979 والمركز الثاني ‏ في كأس العالم للكريكيت عام 1992.
لقد لعب معظم مباريات الكريكيت من الدرجة الأولى لصالح سومرست، وفي أوقات أخرى كان يتنافس لصالح ورشيسترشاير، ودورهام، وكوينزلاند. كان لاعبًا عدوانيًا يستخدم يده اليمنى، وباعتباره لاعب بولينج سريع متوسط السرعة يستخدم يده اليمنى، كان معروفًا برمياته المتأرجحة ‏. كان يلعب عادةً بالقرب من الويكيت، وخاصةً في الانزلاقات. في لعبة الكريكيت الاختبارية، سجل بوثام 14 قرنًا مع أعلى درجة بلغت 208، ومن عام 1986 إلى عام 1988 حمل الرقم القياسي العالمي لأكبر عدد من الويكيتات في لعبة الكريكيت الاختبارية حتى تجاوزه زميله اللاعب الشامل السير ريتشارد هادلي ‏. لقد أخذ خمسة ويكيت في جولة 27 مرة، و 10 ويكيت في مباراة أربع مرات. في عام 1980، أصبح ثاني لاعب في تاريخ الاختبارات يكمل «المباراة المزدوجة» بتسجيل 100 نقطة وأخذ 10 ويكيت في نفس المباراة. بمناسبة المباراة الاختبارية رقم 1000 لإنجلترا في أغسطس 2018، تم اختياره ضمن أعظم تشكيلة اختبارية في البلاد من قبل مجلس الكريكيت الإنجليزي.
كان بوثام متورطًا في بعض الأحيان في خلافات، بما في ذلك قضية محكمة حظيت بتغطية إعلامية واسعة النطاق تتعلق بمنافسه عمران خان، ونزاع مستمر مع الجمعية الملكية لحماية الطيور ‏ (RSPB). وقد جذبت هذه الحوادث، إلى جانب نجاحه على أرض الملعب، اهتمام وسائل الإعلام، وخاصة الصحف الشعبية. استخدم بوثام شهرته لجمع الأموال للبحث في مرض سرطان الدم لدى الأطفال. وقد حققت هذه الجهود ملايين الجنيهات الاسترلينية لشركة بلود وايز، التي أصبح رئيسًا لها. في 8 أغسطس 2009، تم إدخاله إلى قاعة مشاهير الكريكيت التابعة للمجلس الدولي للكريكيت ‏. في يوليو 2020، أُعلن أن بوثام سيتم ترقيته إلى مجلس اللوردات وأنه سيجلس كعضو في مجلس اللوردات
لدى بوثام مجموعة واسعة من الاهتمامات الرياضية خارج لعبة الكريكيت. كان لاعب كرة قدم موهوبًا في المدرسة وكان عليه الاختيار بين لعبة الكريكيت وكرة القدم كمهنة. اختار لعبة الكريكيت، ولكن على الرغم من ذلك، فقد لعب كرة القدم الاحترافية لعدة مواسم وشارك في إحدى عشر مباراة في الدوري الإنجليزي لكرة القدم لصالح نادي سكانثورب يونايتد، ليصبح رئيسًا للنادي في عام 2017. وهو لاعب جولف متحمس، ومن هواياته الأخرى الصيد والرماية. وقد حصل على لقب فارس ووسام النبلاء مدى الحياة.

## الحياة المبكرة والتطور كلاعب كريكيت (1955–1973)
وُلِد إيان بوثام في هيسوال، تشيشاير، لوالديه هربرت ليزلي («ليز») بوثام وفيوليت ماري، ني كوليت. كان والده في سلاح الجو البحري ‏ لمدة عشرين عامًا خلال الحرب العالمية الثانية؛ وكانت والدته ممرضة. انتقلت العائلة إلى يوفيل قبل عيد ميلاد بوثام الثالث بعد أن حصل والده على وظيفة مهندس اختبار في شركة ويستلاند هليكوبترز. كان كلا والديه يلعبان لعبة الكريكيت: كان والده يلعب في نادي ويستلاند الرياضي بينما كانت والدته قائدة فريق خدمات التمريض في شيربورن. لقد طور بوثام شغفًا باللعبة قبل أن يلتحق بالمدرسة: كان يتسلق سياج مدرسة يوفيل للبنين لمشاهدة التلاميذ يلعبون الكريكيت. في سن الرابعة تقريبًا، عاد إلى المنزل بكرة كريكيت وسأل والدته: «هل تعرفين كيفية مسك الكرة عندما تنوين رمي كرة ديزي كتر؟». بعد ذلك، أظهر مهاراته في الإمساك بالكرة وذهب للتدرب على رميها.
التحق بوثام بمدرسة ميلفورد جونيور في المدينة، وبدأت «قصة حبه» للرياضة هناك. لقد لعب لعبة الكريكيت وكرة القدم لفريق المدرسة في سن التاسعة، أي قبل عامين من معظم معاصريه. أجبر اللعب ضد الأولاد الأكبر سناً بوثام على تعلم كيفية ضرب الكرة بقوة، والارتقاء إلى مستواهم. في نفس عمره كان يذهب إلى المباريات مع والده الذي كان يلعب في نادي ويستلاند الرياضي، وإذا كان أحد الفرق يعاني من نقص في عدد اللاعبين كان يحاول الحصول على مباراة. يتذكر والده أنه على الرغم من أنه لم يلعب البولينج أبدًا، ونادرًا ما كان يضرب، إلا أنه تلقى الثناء على مستوى أدائه في الملعب. انضم إلى لواء الأولاد حيث كانت هناك فرص رياضية أكثر متاحة. بحلول الوقت الذي بلغ فيه التاسعة من عمره، بدأ في «التجول» في الملاعب الترفيهية المحلية بمعداته الرياضية دائمًا، باحثًا عن اللعب لأي فريق يفتقر إلى اللاعبين. في سن الثانية عشرة كان يلعب مباريات عرضية لفريق يوفيل كريكيت الثاني.
ذهب بوثام إلى مدرسة باكلرز ميد المجتمعية في يوفيل، حيث واصل أداءه الجيد في الرياضة ولعب لفريقي الكريكيت وكرة القدم في المدرسة. أصبح قائدًا لفريق الكريكيت تحت 16 عامًا عندما كان عمره ثلاثة عشر عامًا. وقد لفت أداؤه للمدرسة انتباه مدرب الشباب في نادي سومرست كاونتي للكريكيت بيل أندروز. لا يزال في الثالثة عشر من عمره، سجل 80 نقطة في أول ظهور له مع فريق سومرست تحت 15 عامًا ضد ويلتشير، لكن قائد الفريق فيل سلوكومب ‏ لم يستدعه للعب لأنه اعتبره رجل مضرب متخصص. بعد عامين، أتيحت الفرصة لبوثام للاختيار بين كرة القدم والكريكيت: عرض عليه بيرت هيد ‏، مدير نادي كريستال بالاس، نماذج متدربين مع نادي الدرجة الأولى. كان لديه بالفعل عقد مع سومرست، وبعد مناقشة العرض مع والده، قرر الاستمرار في ممارسة مهنة الكريكيت، لأنه كان يعتقد أنه لاعب كريكيت أفضل. عندما أُبلغ بأنه يريد أن يكون رياضيًا، قال له مدرس المهن الرياضية: «حسنًا، الجميع يريد ممارسة الرياضة، ولكن ماذا ستفعل حقًا؟»

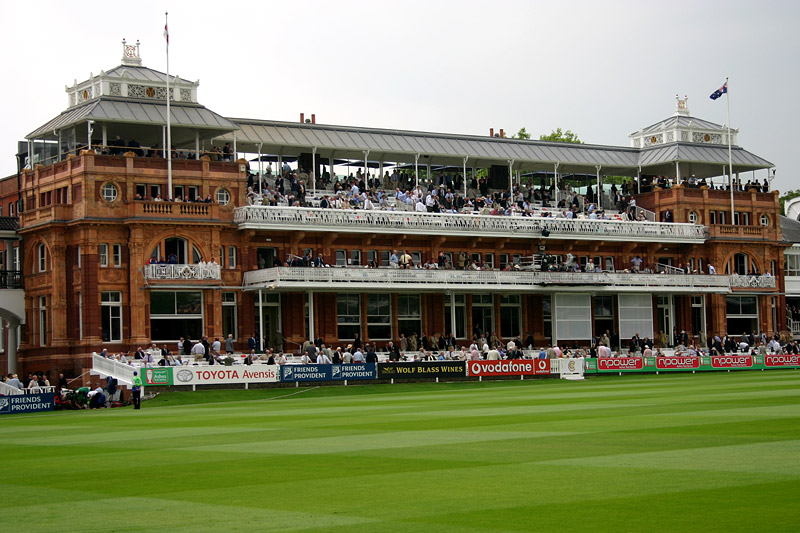
الجناح في ملعب لوردز للكريكيت، حيث خدم بوثام كصبي أرضي في عامي 1972 و1973

في عام 1972، وفي سن السادسة عشر، ترك بوثام المدرسة بهدف لعب الكريكيت لصالح سومرست، الذي احتفظ بعقده لكنه شعر أنه كان صغيرًا جدًا لتبرير صفقة احترافية كاملة. لذا، انضم بوثام إلى طاقم العمل الأرضي في لوردز. كصبي أرضي، كان لديه العديد من المهام مثل «تنظيف نوافذ الجناح، ودفع الأسطوانة في أيام المباريات، وبيع بطاقات النتائج، والضغط على الأزرار الإلكترونية على لوحات النتائج، وإرسال تحليلات البولينج إلى غرفة الملابس». كما تلقى تدريبًا ووقتًا كافيًا في شبكات التدريب، وكان غالبًا أول من يصل وآخر من يغادر التدريب. على الرغم من وقته في الشباك، اعتبر مدرب نادي ماريليبون للكريكيت (MCC) هاري شارب ‏ أن بوثام لديه القدرة على أن يصبح «لاعب كريكيت مقاطعة جيد ومتوسط». سافر بوثام للعب مع فريق سومرست تحت 25 عامًا عدة مرات خلال الموسم، لكنه فشل في التفوق في أي من المباريات. كانت مشاركاته مع نادي ماريليبون للكريكيت مماثلة: نادرًا ما سجل أكثر من 50 نقطة، وتم استخدامه بشكل نادر كلاعب بولينج. في إحدى هذه المباريات ضد «اسكتلندا أ»، استخدم فريق لاعبو الكريكيت الشباب في نادي ماريليبون للكريكيت ثمانية لاعبين في جولتهم الثانية، لكن بوثام لم يكن من بينهم.
في العام التالي، وبينما كان لا يزال صبيًا في ملعب لوردز، طُلب من بوثام العودة للعب مع فريق سومرست تحت 25 عامًا بشكل متكرر. ضد فريق غلامورغان تحت 25 عامًا، سجل 91 نقطة وحصل على ثلاثة ويكيتات في نهاية المباراة، بينما بعد أقل من شهر حصل على ثلاثة ويكيتات أخرى ضد هامبشاير. تقدم للعب في الفريق الثاني للمقاطعة في بطولة المقاطعات الصغرى، وعلى الرغم من أنه كان لا يزال يُستخدم بشكل نادر كلاعب بولينج، إلا أنه حقق بعض النتائج الجيدة بالمضرب، والأهم من ذلك ضد كورنوال، حيث جمع ضده 194 نقطة في أربع جولات. خلال مباريات الشتاء التي سبقت الموسم، لفت بوثام انتباه لاعب الكريكيت الإنجليزي السابق توم كارترايت، الذي كان يدرب في مدرسة ميلفيلد بالإضافة إلى اللعب لصالح سومرست. لقد أعجب كارترايت بقدرة بوثام على استخدام قدميه وتنسيقه البدني، وساعده في تعلم أساسيات لعبة البولينج المتأرجحة ‏، وهو الأمر الذي تعلمه بوثام «بسرعة مذهلة» وفقًا لكارترايت.

## مسيرة الكريكيت (1973–1993)

### سومرست (1973–1975)
كان أداء بوثام جيدًا مع الفريق الثاني واعترف لاحقًا بالمساعدة والمشورة التي تلقاها من لاعبي سومرست بيتر روبنسون وجراهام بورجيس ‏ وكين بالمر. شارك بوثام لأول مرة مع الفريق الأول، وهو في السابعة عشرة من عمره، لصالح سومرست يوم الأحد 2 سبتمبر 1973 عندما لعب في مباراة ضمن دوري جون بلاير ‏ (JPL) ضمن القائمة أ (38 جولة لكل فريق) ضد ساسكس في ملعب كاونتي جراوند، هوف ‏. أقيمت المباراة في نفس الأسبوع الذي انتهت فيه فترة عمله مع طاقم العمل في ملعب الرب. ضرب سومرست أولاً، وسجل بوثام، رقم سبعة في ترتيب الضرب، نقطتين قبل أن يتم طرده من قبل مايك بوس ‏. سجل سومرست 139 نقطة مقابل 9 نقاط. فاز ساسكس بسهولة بستة ويكيتات، ليصل إلى 141 مقابل أربعة مع بقاء خمسة عشر تسليمًا. قام بوثام بثلاثة أشواط دون نجاح، واستقبل 22 نقطة. ومع ذلك، فقد أثار الإعجاب عندما قام بالتقاط الكرة ليطرد زميله المستقبلي في منتخب إنجلترا توني جريج من على رمية قائده برايان كلوز.
وبعد أسبوع، شارك بوثام للمرة الثانية في دوري جون بلاير ضد سري في ذي أوفال ‏ في المباراة النهائية للموسم. لقد تغلب فريق سومرست بشكل كبير على فريق سومرست بفارق 68 نقطة. حقق بوثام أول نجاح له في لعبة البولينج عندما طرد جيف هوارث. لقد لعب أربع أشواط وحصل على واحدة مقابل 14. كما في مباراته الأولى، سجل نقطتين في الضرب عند الرقم سبعة، هذه المرة تم القبض عليه ورميه بواسطة انتخاب علم ‏. كانت هاتان المباراتان الوحيدتان اللتان شارك فيهما مع الفريق الأول في عام 1973، حيث احتل فريق سومرست المركز الحادي عشر في الدوري النيوزيلندي الممتاز. باختصار، سجل بوثام أربعة أشواط، وحصل على ويكيت واحد مقابل 14 وحمل صيدًا واحدًا.
كان بوثام يبلغ من العمر 18 عامًا وكان لاعبًا أساسيًا في فريق سومرست منذ بداية موسم 1974 وشارك لأول مرة في الدرجة الأولى في الفترة من 8 إلى 10 مايو في مباراة بطولة المقاطعة ‏ ضد لانكشاير في ملعب المقاطعة، تانتون. شارك فيف ريتشاردز، من أنتيغوا وباربودا، لأول مرة في بطولة المقاطعة لصالح سومرست في نفس المباراة، وضم فريق لانكشاير كلايف لويد، وهما لاعبان سيشكلان أهمية كبيرة في مسيرة بوثام المستقبلية في الاختبارات. فاز بريان كلوز بالقرعة وقرر الضرب أولاً. في اليوم الأول، خرج فريق سومرست بنتيجة 285 مقابل لا شيء، ووصل فريق لانكشاير إلى 41 مقابل لا شيء. لعب بوثام في المركز السابع وسجل 13 نقطة قبل المسك. كان اليوم الثاني متأثرًا بالأمطار وتقدم لانكشاير إلى 200 بدون أي نقطة. وانتهت مبارياتهم في اليوم الأخير بنتيجة 381 مقابل ثماني نقاط. قام بوثام برمي ثلاثة أشواط فقط ولم يسجل أي نقطة في 15 جولة، حيث حصل على تمريرة واحدة ليطرد جاك سيمونز. لعب فريق سومرست من أجل التعادل وكان متقدمًا 104–2 في النهاية. ولم يضرب بوثام مرة أخرى.
في 12 يونيو 1974، لعب ضد هامبشاير في تاونتون في ربع نهائي كأس بنسون آند هيدجز ‏ (كأس بي & إتش). فاز هامبشاير بالقرعة وقرر الضرب. سجلوا 182 نقطة، حيث حصل بوثام على نقطتين مقابل 33 نقطة، بما في ذلك الويكيت الجائزة لباري ريتشاردز، الذي لعب 13 نقطة. كان بوثام هو الرقم تسعة في ترتيب الضرب في سومرست وجاء مع كفاح فريقه عند 113 مقابل 7. وعلى الفور تقريبًا، أصبحت النتيجة 113 مقابل 8، ولم يكن لديه سوى مؤخرة الترتيب هالام موزلي ‏ وبوب كلاب ‏ لدعمه. كان يواجه لاعب البولينج السريع من جزر الهند الغربية آندي روبرتس الذي سدد له كرة مرتدة ‏ أصابته في فمه. وعلى الرغم من النزيف الشديد وفقدانه لأربعة أسنان في النهاية، رفض بوثام مغادرة الملعب واستمر في الضرب. ضرب ضربتين سداسية وحقق 45*، مما مكن سومرست من الفوز بفارق ويكيت واحد. فاز بالجائزة الذهبية. وفي وقت لاحق، قال إنه كان ينبغي أن يغادر الملعب لكنه كان مليئًا بالثناء على موزلي وكلاب.
في مباراة بطولة المقاطعة في 13 يوليو 1974، سجل بوثام أول نصف قرن له في لعبة الكريكيت من الدرجة الأولى. سجل 59 نقطة في الجولة الأولى لسومرست ضد ميدلسكس في تاونتون، وهي أعلى نتيجة فردية في مباراة منخفضة التهديف فاز بها سومرست بفارق 73 نقطة. كان قائد فريق ميدلسكس هو مايك برييرلي ‏، الذي أصبح شخصية مؤثرة للغاية في مسيرة بوثام المهنية. وبعد شهر، في مباراة ضد ليستر شاير في كلارنس بارك، ويستون سوبر ماري ‏، حقق بوثام أول خمسة ويكيتات له على الإطلاق في جولة (5 دبليو آي) بخمسة مقابل 59. حصل على سبعة أشواط في المباراة التي فاز بها سومرست بفارق 179 شوطًا، وذلك بفضل كلوز الذي سجل 59 و114*.
أظهر بوثام وعدًا كبيرًا في عام 1974، وهو أول موسم كامل له حيث احتل سومرست المركز الخامس في بطولة المقاطعة والثاني بفارق ضئيل خلف ليسيسترشاير في الدوري الياباني الممتاز. كما وصلوا إلى الدور نصف النهائي في كل من بطولة كأس جيليت ‏ وبطولة كأس بي & إتش. في 18 مباراة من الدرجة الأولى، سجل بوثام 441 جولة بأعلى معدل 59 جولة، وأخذ 30 ويكيت من الدرجة الأولى بأفضل خمسة مقابل 59، واحتفظ بـ 15 صيدًا. كما لعب في 18 مباراة في القائمة أ، وسجل 222 نقطة بأعلى معدل وهو 45* (جولة الجائزة الذهبية ضد هامبشاير)، وحصل على 12 ويكيت بأفضل من اثنين مقابل 16 وحمل أربع تمريرات.
واصل بوثام تحقيق التقدم في عام 1975. عانى فريق سومرست في بطولة المقاطعة، حيث فاز بأربع مباريات فقط من أصل عشرين مباراة واحتل المركز الثاني عشر. وفي الدوري الأمريكي للمحترفين، تراجعوا بشكل كبير من المركز الثاني إلى المركز الرابع عشر. لقد وصلوا إلى ربع نهائي كأس بي & إتش ولكنهم وصلوا فقط إلى الجولة الثانية من كأس جيليت. شارك بوثام في 22 مباراة في الدرجة الأولى و23 مباراة في القائمة أ، لذا كان هذا الموسم مزدحمًا بالنسبة له. في الدرجة الأولى، سجل 584 جولة، وكان أعلى رقم له هو 65، وهو واحد من نصف قرنين، وحمل 18 صيدًا. أخذ 62 ويكيت، مضاعفًا حصيلة عام 1974، مع أفضل خمسة مقابل 69، وهو 5 ويكيت فقط في ذلك الموسم. في القائمة أ، سجل 232 نقطة بأعلى معدل 38* واحتفظ بسبع تمريرات. حصل على 32 ويكيت بأفضل ثلاثة مقابل 34.

### سومرست وإنجلترا (1976)
كان عام 1976 موسمًا مهمًا بالنسبة لبوثام حيث سجل أكثر من 1000 نقطة لأول مرة، وأكمل قرنه الأول وحصل على اختيار دولي من قبل إنجلترا في مباراتين دوليتين محدودتين. تحسن أداء سومرست في بطولة المقاطعة ليحتل المركز السابع بعد فوزه بسبع مباريات. كانوا أحد الفرق الخمسة المتعادلة في المركز الأول في دوري جون بلاير لكن معدل الجري لديهم كان أقل من معدل فريق كينت، الذي تم إعلانه البطل. خسر فريق سومرست مباراته الافتتاحية في بطولة كأس جيليت وتم إقصاؤه في مرحلة المجموعات في بطولة كأس البوسنة والهرسك. لكن بوثام نجح في تحقيق قفزات كبيرة. سجل ما مجموعه 1022 جولة من الدرجة الأولى في 20 مباراة بأعلى مستوى وهو 167*، وهو أول قرن له على الإطلاق، كما سجل ستة أنصاف قرون. مع الكرة، أخذ 66 ويكيت بأفضل ستة مقابل 16. كان لديه أربعة 5 دبليو آي، ولأول مرة، عشرة ويكيت في مباراة (10 دبليو إم). شارك في إجمالي 22 مباراة في القائمة أ، بما في ذلك مباراتين لصالح إنجلترا، وسجل 395 نقطة بأعلى معدل 46 نقطة. حصل على 33 ويكيت بأفضل أربعة مقابل 41.
في مباراة بطولة المقاطعة ضد ساسكس في هوف في مايو، اقترب بوثام كثيرًا من تحقيق قرنه الأول لكنه طُرد عند 97 نقطة، وهي أعلى نتيجة له حتى الآن. انتهت المباراة بالتعادل. وفي نهاية الشهر، لعب فريق سومرست مع فريق جلوسيسترشاير في مباراة رائعة في تاونتون. في الضرب أولاً، سجل سومرست 333 نقطة مقابل سبع (أشواط مغلقة)، ثم بفضل ست نقاط مقابل 25 من بوثام، تمكن من إقصاء غلوسترشاير مقابل 79 نقطة فقط. تم فرض المتابعة ولكن ثبت أن جلوسيسترشاير هي أصعب بكثير في المرة الثانية. مع تسجيل ظهير عباس ‏ 141 نقطة، وصلوا إلى 372 نقطة وتركوا سومرست بحاجة إلى 118 نقطة للفوز. أخذ بوثام خمسة مقابل 125 في الشوط الثاني لتحليل المباراة 11 مقابل 150، وهو أول 10 دبليو إم له. انتهت هذه المباراة بنفس الطريقة التي انتهت بها المباراة التجريبية الشهيرة في هيدنجلي عام 1981، لكن الوضع كان مختلفًا بالنسبة لبوثام هنا لأنه كان ضمن الفريق الذي نفذ المتابعة – وخسر. تسبب مايك بروكتر وتوني براون في إحداث الضرر وإخراج سومرست مقابل 110 في 42 جولة، وفاز جلوسيسترشاير بفارق ثماني نقاط فقط.
سجل بوثام قرنه الأول من الدرجة الأولى في ترينت بريدج ‏ يوم الثلاثاء 3 أغسطس 1976 في مباراة بطولة المقاطعة ضد نوتنغهامشاير (نوتس) الذي فاز بالقرعة وقرر الضرب أولاً. سجل ديريك راندال 204* وانتهت جولة نوتس عند 364 مقابل 4 (بوثام واحد مقابل 59). كانت نتيجة سومرست 52–1 في نهاية المباراة. في اليوم الثاني، سجل سومرست 304 نقطة مقابل 8 (أدوار مغلقة)، وسجل بوثام، الذي كان يلعب في المركز السادس، 80 نقطة. وفي نهاية المباراة، كان نوتس في جولته الثانية متقدما بـ107 مقابل أربع، وبالتالي توسع تقدمه إلى 167 مع ستة ويكيتات قائمة. في اليوم الثالث، تقدم نوتس إلى 240 مقابل تسعة أهداف معلنة (بوثام واحد مقابل 16 هدفًا)، تاركًا سومرست مع هدف صعب يبلغ 301 هدفًا. وبعد أن سجل 40 ضربة مقابل ضربتين، ومع رحيل لاعبي الافتتاح، قام برايان كلوز بتغيير ترتيب ضربه واستدعى بوثام ليدخل في المركز الرابع. كان كلوز قد دخل الملعب عند الدقيقة الثالثة، لكنه خرج بعد ذلك بوقت قصير عند الدقيقة 35. بدعم من جراهام بورجيس (78)، نجح بوثام في إرسال الكرة إلى نوتس مسجلاً 167 نقطة دون أن يخرج أحد. وصل فريق سومرست إلى 302 مقابل أربعة في 65 جولة فقط وفاز بستة ويكيت.
كان أول ظهور دولي لبوثام مع إنجلترا في 26 أغسطس 1976 في مباراة دولية محدودة (LOI) ضد جزر الهند الغربية على ملعب نورث مارين رود، سكاربورو ‏. أطلق على السلسلة اسم كأس برودنشال وكان لدى كل فريق 55 جولة في كل جولة. وكان بوثام، الذي كان يبلغ من العمر 20 عامًا فقط، أصغر لاعب. في سكاربورو، خسر قائد المنتخب الإنجليزي آلان نوت ‏ القرعة، واختار كلايف لويد، قائد منتخب جزر الهند الغربية، اللعب في الميدان أولاً. كان بوثام هو الرقم سبعة في ترتيب الضرب وجاء في 136 لخمسة لينضم إلى جراهام بارلو. سجل هدفًا واحدًا فقط قبل أن يمسكه روي فريدريكس ‏ بعد تمريرة زميله المستقبلي في سكاي سبورتس مايكل هولدينج ‏. وانتهت جولة إنجلترا عند 202 مقابل ثماني نقاط، مع عدم خروج بارلو. خسرت جزر الهند الغربية فريدريكس على الفور تقريبًا ولكن هذا أدى إلى دخول فيف ريتشاردز إلى الملعب حيث سجل 119 دون أن يخرج، وفاز بجائزة رجل المباراة، وقاد جزر الهند الغربية إلى الفوز في 41 جولة فقط بفارق ستة ويكيت. حصل بوثام على العزاء بأخذ أول ويكيت دولي له عندما تمكن مايك هندريك من الإمساك بـ10 ويكيتات. لقد لعب ثلاث أشواط فقط وتلقى بعض العقوبة من ريتشاردز، حيث كانت عودته واحدة مقابل 26.
وفي المباراة الثانية على ملعب لوردز ‏، تم استبدال بوثام بالقائد الإنجليزي العائد توني جريج. خسرت إنجلترا بفارق 36 جولة، حيث كان ريتشاردز، هذه المرة برصيد 97 جولة، هو الفارق مرة أخرى بين الفريقين. وبعد خسارتها السلسلة، استدعت إنجلترا بوثام للمباراة النهائية في إيدجباستون يومي 30 و31 أغسطس. تم تمديد المباراة لمدة يومين وتم تقليص عدد الجولات إلى 32 لكل جانب. فاز توني جريج بالقرعة وقرر اللعب في الميدان. بدأت إنجلترا المباراة بشكل جيد، وأخرجت فريدريكس وريتشاردز، بسبب بطة، في الجولة الثانية فقط. كانت جزر الهند الغربية حينها متقدمة بسبعة مقابل واحد، لكن أداء قويا من كلايف لويد أخرجهم من المتاعب ووصلوا إلى 223 مقابل تسعة، وهي الجولة التي انتهت. قام بوثام بثلاثة أشواط باهظة الثمن، واستقبل 31 نقطة، لكنه نجح في إخراج مايكل هولدينج ليحصل على الويكيت الدولي الثاني له. لم تكن إنجلترا في المنافسة أبدًا وخرجت بنتيجة 173، وفازت جزر الهند الغربية بفارق 50 جولة وحصلت على السلسلة 3–0. ضرب بوثام مرة أخرى في المركز السابع وحقق بداية جيدة، مسجلاً 20 نقطة في كل كرة، ولكن برنارد جوليان ‏ تمكن من الإمساك به بعد ذلك من قبل فريدريكس، وأصبحت إنجلترا 151 مقابل سبعة مع بقاء نوت وذيل الفريق فقط.

### الكريكيت المحلي في أستراليا (1976–77)
في شتاء عامي 1976 و1977، وبعد أن شارك في أول مباراتين دوليتين له، لعب بوثام في منطقة الكريكيت ‏ في ملبورن، أستراليا، لصالح نادي الكريكيت بجامعة ملبورن ‏. وانضم إليه جراهام ستيفنسون من يوركشاير. تم التوقيع معهم للنصف الثاني من الموسم بموجب رعاية تم ترتيبها من خلال مجلس اختبار الكريكيت ومقاطعة ‏ (TCCB) بواسطة مصنع ويتبريد للجعة ‏. تم إلغاء خمس جولات من أصل 15 جولة في المسابقة بسبب سوء الأحوال الجوية. ويبدو أن هذه الرحلة هي التي شهدت الخلاف الأول بين بوثام وقائد أستراليا السابق إيان تشابيل. ويبدو أن السبب كان جدالاً يتعلق بلعبة الكريكيت في أحد الحانات، والذي ربما أدى إلى دفع تشابيل من مقعده (توجد مصادر متعددة للقصة، لكن الروايات تختلف). أصبح هذا عداءً طويل الأمد، وفي وقت متأخر من سلسلة آشز 2010–11 ‏، كان هناك مشادة بين بوثام وتشابيل في موقف سيارات في أديلايد أوفال.

### سومرست وإنجلترا (1977)
قدم بوثام عددًا من العروض الجيدة في الضرب والبولينج لصالح سومرست في عام 1977 وأعجب ذلك بمختاري الاختبار الذين ضموه إلى الفريق للاختبار الثالث ضد أستراليا في ترينت بريدج ‏، بدءًا من 28 يوليو. بعد أن حصل على 36 ويكيت من الدرجة الأولى خلال شهري مايو ويونيو، كان لدى بوثام فترة جيدة في يوليو والتي أكسبته استدعائه للاختبار. وفي المباراة ضد ساسكس في هوف، والتي فاز بها سومرست بجولة و37 جولة، أخذ أربعة مقابل 111 وستة مقابل 50 في ثاني 10 دبليو إم له. وفي جولة سومرست التي بلغت 448 مقابل ثمانية، شارك في شراكة الويكيت الرابعة بـ174 مع فيف ريتشاردز. سجل بوثام 62 نقطة، وريتشاردز 204 نقطة. وقد أخذ 22 ويكيت أخرى، بما في ذلك اثنتين 5 دبليو آي، في المباريات الثلاث التالية لبطولة المقاطعة قبل ظهوره الأول في الاختبار. في الموسم بأكمله، لعب 17 مباراة من الدرجة الأولى، وحصل على 88 ويكيت منها ستة 5 دبليو آي وواحدة 10 دبليو إم، وكانت عودته في الجولة الثانية في هوف هي الأفضل له. لم يكن أداؤه في الضرب جيدًا كما كان في عام 1976 حيث انخفض متوسطه لكنه سجل 738 نقطة مع أعلى مستوى له وهو 114، والذي كان قرنه الوحيد، وخمسة أنصاف قرون. سجل قرنًا في يوليو ضد هامبشاير في تاونتون، 114 في أول جولة لسومرست من 284، وتبع ذلك بعودة البولينج أربع مرات مقابل 69 وأربع مرات مقابل 43، وهو جهد شامل مثير للإعجاب آخر حقق لسومرست الفوز بفارق 152 جولة. كان لدى سومرست موسم جيد في بطولة المقاطعة، حيث احتل المركز الرابع. وصلوا إلى الدور نصف النهائي من بطولة كأس جيليت، ولكن في غياب بوثام المصاب، تعرضوا لهزيمة قاسية على يد الفائز في النهاية فريق ميدلسكس. وكانوا في المركز العاشر في الدوري الياباني الممتاز وتم إقصاؤهم من كأس البوسنة والهرسك في مرحلة المجموعات.[بحاجة لمصدر]
خاض بوثام أول مباراة اختبارية له في ترينت بريدج ‏ في 28 يوليو 1977 في المباراة الاختبارية الثالثة ضد أستراليا. طغى على ظهوره الأول إلى حد ما عودة جيفري بويكوت ‏ من منفاه الاختياري في الاختبار. دخلت إنجلترا المباراة وهي متقدمة بنتيجة 1–0 في السلسلة بعد فوزها بالمباراة التجريبية الثانية بعد تعادل الأولى. أقيمت السلسلة على خلفية ما يسمى بـ«قضية باكر» والتي أدت إلى إنشاء بطولة العالم للكريكيت في الموسم الأسترالي التالي. وبسبب تورط توني جريج، تم تجريده من شارة قيادة منتخب إنجلترا، لكنه بقي في الفريق تحت قيادة القائد الجديد مايك برييرلي ‏. كان لدى إنجلترا ثلاثة لاعبين متكاملين في ترينت بريدج وهم جريج وجيف ميلر وبوثام. فاز قائد الفريق الأسترالي جريج تشابيل بالقرعة وقرر الضرب أولا. سجلت أستراليا 243 نقطة وخرجت جميعها قبل وقت قصير من إغلاق اليوم الأول. كان لبوثام، البالغ من العمر 21 عامًا، تأثيرًا فوريًا وحصل على خمس ويكيتات مقابل 74، وكان أبرز ما حدث هو إقصاء تشابيل، الذي حصل على أول ويكيت له في مباراة اختبار، مقابل 19 ويكيت فقط. لعبت إنجلترا طوال اليوم الثاني وحتى اليوم الثالث تحت قيادة بويكوت، في أول جولة اختبار له منذ عام 1974، وسجل نوت قرنين من الزمن. جاء بوثام في المركز الثامن في اليوم الثالث وسجل 25 نقطة قبل أن يخرجه ماكس ووكر. وبعد فترة وجيزة، خرجت إنجلترا بالكامل من المباراة بنتيجة 364، بفارق 121 نقطة في الشوط الأول. لم يحظ بوثام بأي فرحة في الشوط الثاني لأستراليا حيث لم يسجل أي نقطة لمدة 60 نقطة. سجل ريك ماكوسكر ‏ قرنًا من النقاط مكنت أستراليا من تسجيل 309 نقطة قبل أن تخسر المباراة في الجلسة المسائية في اليوم الرابع. حصل بوب ويليس على خمسة مقابل 88. احتاجت إنجلترا إلى 189 نقطة للفوز وأكملت المهمة بفارق سبعة ويكيتات حتى وقت متأخر من اليوم الأخير حيث سجل برييرلي 81 نقطة وبويكوت الذي لعب في الأيام الخمسة كلها 80 نقطة دون أن يخرج. لم يحصل بوثام على جولة ثانية.
أدى أداء بوثام المذهل في ملعب ترينت بريدج إلى اختياره تلقائيًا للمباراة الرابعة في هيدنجلي بعد أسبوعين. فازت إنجلترا بالقرعة، وقررت الضرب أولاً، ثم فازت بجولة و85 جولة لتضمن تقدمًا بنتيجة 3–0 في السلسلة وتستعيد كأس آشز ‏، الذي خسرته في 1974–1975. تشتهر المباراة بأنها شهدت وصول بويكوت إلى المائة نقطة في مسيرته، والتي سجلها على أرض موطنه وفي ثاني مباراة اختبار له منذ عودته إلى صفوف منتخب إنجلترا. تم إخراج بوثام في الكرة الثالثة بواسطة راي برايت ‏ دون تسجيل أي هدف. وقد عوض ذلك بالكرة من خلال أخذ خمسة مقابل 21 في إحدى عشر جولة فقط، حيث خرجت أستراليا مقابل 103 فقط. تم تنفيذ المتابعة وحصلت أستراليا هذه المرة على 248 نقطة، لكن بوثام (لم يحصل على أي نقطة مقابل 47 نقطة) لم يحصل على أي ويكيت. تعرض لإصابة خلال الشوط الثاني عندما داس على الكرة عن طريق الخطأ وكسر عظمة في قدمه. ولم يتمكن من اللعب مرة أخرى في موسم 1977.
بدايته الواعدة كلاعب اختباري أسفرت عن حصوله على جائزتين. تم اختياره كأفضل لاعب كريكيت شاب لعام ‏ 1977 من قبل نادي كتاب الكريكيت؛ وتم اختياره كواحد من لاعبي الكريكيت في ويسدن لهذا العام (أي لعام 1977 ولكن تم الإعلان عنه في طبعة عام 1978). علق ويسدن قائلاً إن موسمه لعام 1977 «لم يشوبه سوى أسبوع من التكاسل عن لعب الكريكيت، حيث كان يحمل المشروبات في مباريات برودينشال، وإصابة في القدم أفسدت عليه نهاية الموسم، وربما حرمته من ثنائية نادرة. أنهى الموسم برصيد 88 ويكيت و738 نقطة». الأمر المهم هو أن الإصابة التي تعرض لها قدمه كانت عبارة عن كسر في إصبع القدم عندما داهم الكرة في هيدنجلي، واحتاج بوثام بعد ذلك إلى العلاج في المستشفى المحلي في تاونتون. كان في طريقه إلى أحد مواعيده عندما اتخذ طريقًا خاطئًا وانتهى به الأمر في جناح الأطفال حيث علم أن بعض الأطفال يموتون بسبب سرطان الدم. أشعلت هذه الحادثة حملته الخيرية لصالح أبحاث سرطان الدم.

### سومرست وإنجلترا (1977–78 إلى 1979–80)

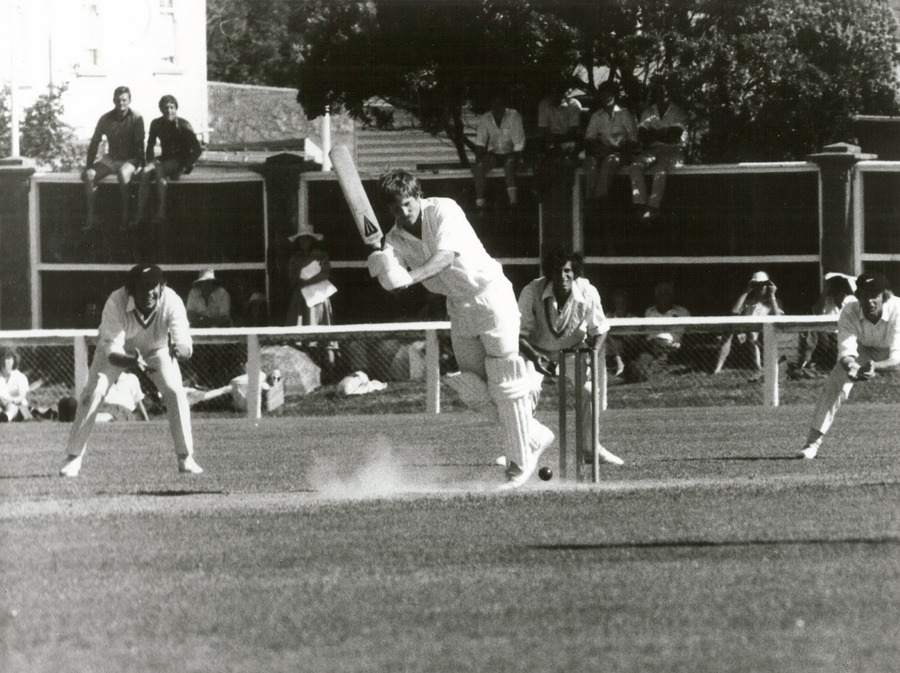
إيان بوثام ضد نيوزيلندا، ، فبراير 1978

كانت إنجلترا في باكستان من نوفمبر 1977 إلى يناير 1978، حيث لعبت ثلاث مباريات تجريبية وثلاث مباريات دولية. تعافى بوثام بشكل شبه كامل من إصابته في القدم لكنه لم يشارك في أي من المباريات التجريبية. وشارك في جميع مباريات المنتخب الثلاثة وفي بعض مباريات الدرجة الأولى ضد فرق الأندية. من يناير إلى مارس، كانت إنجلترا في نيوزيلندا لخوض سلسلة من ثلاث مباريات اختبارية تحت قيادة جيف بويكوت. أثار بوثام إعجاب الجميع في مباراة من الدرجة الأولى ضد كانتربري في لانكستر بارك ‏، حيث سجل 126 نقطة دون أن يخرج في الجولة الثانية ضد هجوم بما في ذلك ريتشارد هادلي ‏ وتم اختياره للاختبار الأول في بايسن ريزرف ‏. لعب بوثام مباراة غير مبالية هناك وخسرت إنجلترا، التي أخرجها هادلي مرتين، بفارق 72 جولة. في المباراة التالية في كاريسبروك ضد أوتاغو، حقق بوثام 10 ويكيتات مع سبعة مقابل 58 (أفضل عائد في مسيرته حتى الآن) في الجولة الثانية، مما مكن منتخب إنجلترا من الفوز بستة ويكيتات.
فازت إنجلترا بالمباراة التجريبية الثانية في لانكستر بارك بفارق 174 نقطة بعد أداء شامل رائع من جانب بوثام الذي سجل 103 و30 دون أن يخرج وحصل على خمسة مقابل 73 وثلاثة مقابل 38. كما حصل أيضًا على ثلاث تمريرات. في الجولة الثانية، تم ترقيته إلى الترتيب للحصول على أشواط سريعة قبل الإعلان الليلي، وكان مسؤولاً عن المطالبة بجولة محفوفة بالمخاطر أدت إلى طرد القائد بالإنابة جيف بويكوت: تزعم السيرة الذاتية المنشورة لبوثام أن هذا تم عمدًا، بناءً على أوامر نائب القائد بالإنابة بوب ويليس، لأن بويكوت كان يسجل ببطء شديد. أقيمت المباراة الاختبارية النهائية في إيدن بارك وانتهت بالتعادل 1–1. ضربت نيوزيلندا أولاً وحصلت على 315 نقطة، بينما سجل جيف هوارث 122 نقطة. حصل بوثام على خمسة مقابل 109 في 34 جولة. وردت إنجلترا بنتيجة 429 (كلايف رادلي ‏ 158، وبوثام 53). ثم اختارت نيوزيلندا الخروج من الملعب وسجل هوارث قرنه الثاني في المباراة (لم يسجل بوثام أي قرن مقابل 51). ساهم الأداء الذي قدمه بوثام في نيوزيلندا في ترسيخ مكانته في المنتخب الإنجليزي.

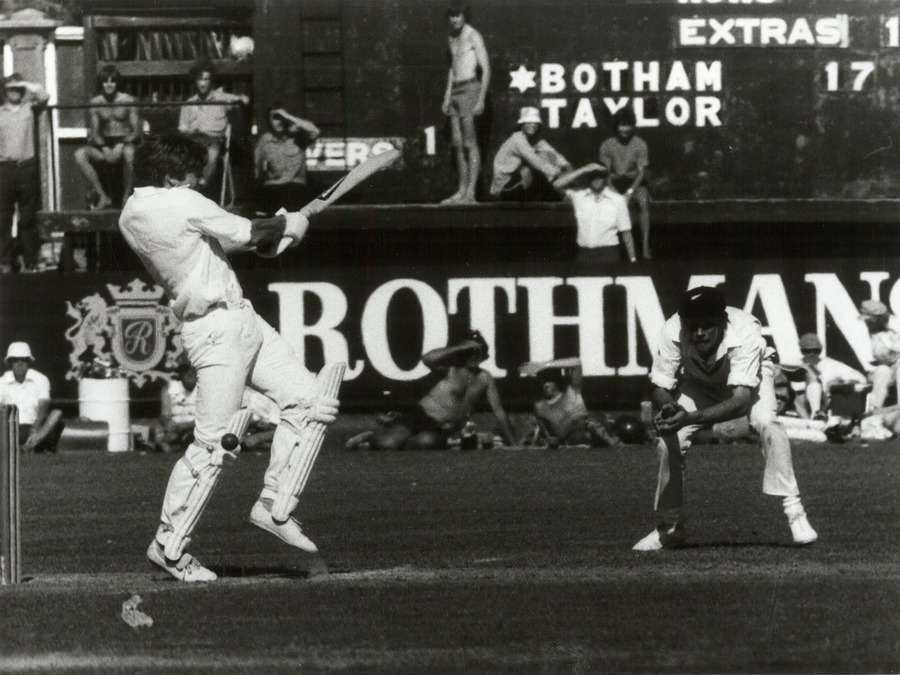
إيان بوثام ضد نيوزيلندا، ، فبراير 1978

في موسم إنجلترا لعام 1978، زارت كل من باكستان ونيوزيلندا إنجلترا للعب ثلاث مباريات تجريبية، وشارك بوثام في جميع المباريات الست. بعد أن سجل 100 نقطة بالضبط في المباراة التجريبية الأولى ضد باكستان في إيدجباستون، حيث فازت إنجلترا بفارق جولة و57 نقطة، سجل بوثام 108 نقاط في المباراة الثانية في ملعب لوردز، ثم بعد أن لم يسجل أي نقطة مقابل 17 نقطة في الشوط الأول، حقق أفضل عودة له في المباراة التجريبية والأولى من نوعها في مسيرته، بثمانية نقاط مقابل 34 نقطة في الشوط الثاني، حيث فازت إنجلترا بفارق جولة و120 نقطة. أفسد الطقس المباراة التجريبية الثالثة، وفازت إنجلترا بالسلسلة بنتيجة 2–0. أمام نيوزيلندا، لم يُظهر بوثام أي تحسن في ضرباته، لكن أداءه في البولينج كان رائعًا. في المباراة التجريبية الثانية، حصل على تسعة ويكيتات، حيث فازت إنجلترا بفارق جولة واحدة، ثم 10 ويكيتات في المباراة النهائية في ملعب لوردز، بستة ويكيتات مقابل 101 وخمسة مقابل 39. فازت إنجلترا بالسلسلة 3–0.
بسبب التزاماته مع منتخب إنجلترا، لم يشارك بوثام إلا نادرًا مع سومرست عام 1978. وكان أفضل أداء له مع الفريق هو تسجيله سبع محاولات من أصل 61 ضد غلامورغان، وتسجيله 80 جولة ضد ساسكس في نهائي كأس جيليت على ملعب لوردز. كان هذا أول نهائي محدود الأشواط لسومرست، وخسر بفارق خمسة ويكيتات رغم جهود بوثام. خاضوا منافسة حامية على لقب الدوري الياباني الممتاز، واحتلوا المركز الثاني في معدل الجري بعد تعادلهم مع هامبشاير وليسترشاير برصيد 48 نقطة لكل منهما. قدّم سومرست أداءً جيدًا في بطولة المقاطعات، حيث احتل المركز الخامس بعد فوزه بتسع مباريات، ووصل إلى نصف نهائي كأس البوسنة والهرسك.
كانت الجولة الأولى لبوثام في أستراليا في عامي 1978 و1979. لعبت إنجلترا، التي كانت تدافع عن لقبها الذي استعادته في عام 1977، ستة مباريات تجريبية تحت قيادة مايك برييرلي. كان لدى أستراليا ما يمكن اعتباره «فريق احتياطي» فعليًا لأن لاعبيها الرئيسيين كانوا مرتبطين بعقود مع بطولة العالم للكريكيت للموسم. كان الاختلاف في المستوى واضحًا في اليوم الأول من أول اختبار في جابا حيث أخرجهم بوثام وكريس أولد ‏ وبوب ويليس مقابل 116 فقط في 38 جولة فقط، وفازت إنجلترا بسهولة كافية بسبعة ويكيت. وبعيدًا عن الهزيمة المفاجئة في المباراة التجريبية الثالثة، لم تواجه إنجلترا أي مشكلة وفازت بالسلسلة 5–1. كان أداء بوثام في السلسلة مرضيًا ولكن لم تكن هناك عناوين رئيسية ومتوسطات متواضعة فقط. حصل على 23 ويكيت بمعدل 24.65 مع أفضل عودة بلغت أربعة مقابل 42. سجل 291 نقطة مع أعلى مستوى له عند 74 نقطة عند 29.10. لقد حصل على 11 صيدًا.
لعب بوثام لصالح إنجلترا في كأس العالم للكريكيت عام 1979 وكان عضوًا في فريقهم الخاسر في المباراة النهائية. وكان مرة أخرى عضوًا غير متكرر في فريق سومرست بسبب كأس العالم وسلسلة الاختبارات ضد الهند. لقد أصبح هذا الموسم لا ينسى بالنسبة لسومرست حيث تمكنوا من البناء على أدائهم في عام 1978 للفوز بكأس جيليت والدوري الياباني لكرة القدم، وهي أول بطولات لهم على الإطلاق. لعب فريق بوثام في نهائي كأس جيليت في ملعب لوردز، حيث هزموا نورثهامبتونشاير بفارق 45 جولة، بفضل قرن من الزمن سجله فيف ريتشاردز. تراجعوا إلى المركز الثامن في بطولة المقاطعة. لكن في كأس البوسنة والهرسك، طُردوا من المنافسة بسبب الإضرار بسمعة اللعبة بعد تصريح غير رياضي، صُمم لحماية معدل ركض الفريق، من قبل قائد الفريق برايان روز.[بحاجة لمصدر]
أقيمت سلسلة مباريات إنجلترا ضد الهند في عام 1979 بعد انتهاء بطولة كأس العالم ولعب أربع مباريات تجريبية. فازت إنجلترا بالمباراة الأولى في إيدجباستون بفارق جولة و83 جولة بعد افتتاحها بإجمالي 633 جولة مقابل خمسة جولات معلنة. سجل بوثام 33 نقطة ثم حصل على نقطتين مقابل 86 وخمس نقاط مقابل 70. في اليوم الأول من المباراة الثانية للاختبار في ملعب لوردز، اكتسح بوثام الهنود بخمسة مقابل 35 وصيد مايك هندريك ليخرجهم مقابل 96 فقط في 56 جولة. ولكن من المثير للدهشة أن الهند تعافت لتنتزع التعادل. في المباراة الاختبارية الثالثة في هيدنجلي، كان بوثام هو الضارب الذي قام بالمهمة، حيث سجل 137 نقطة من 152 كرة في إجمالي 270 جولة أولى لإنجلترا (كان أعلى رقم في الجولة التالية هو 31 جولة بواسطة جيف بويكوت). تم إفساد المباراة بسبب الطقس وانتهت بالتعادل. في الاختبار النهائي في ذا أوفال ‏، افتتحت إنجلترا بـ 305 (بوثام 38)؛ ردت الهند بـ 202 (بوثام أربعة مقابل 65)؛ وإنجلترا بـ 334 مقابل ثمانية معلنة (بوثام خرج بسبب البطة) وسعت تقدمها إلى 437 مع أربع جلسات متبقية. بفضل 221 نقطة رائعة من سونيل جافاسكار، اقتربت الهند بشكل مؤلم من تحقيق فوز رائع في اليوم الأخير ولكنها نفد وقتها بنتيجة 429 مقابل ثماني نقاط (بوثام ثلاثة مقابل 97)، بفارق تسع نقاط فقط، وبالتالي فازت إنجلترا بالسلسلة 1–0 مع ثلاث تعادلات.
وقد تجسدت الحالة الفوضوية التي وصلت إليها لعبة الكريكيت الدولية في نهاية سبعينيات القرن العشرين في حالة الذعر التي نتجت عن التسوية التي تم التوصل إليها على عجل بين بطولة العالم للكريكيت ومجلس الرقابة الأسترالي ‏. ورغم أنهم زاروا أستراليا قبل اثني عشر شهراً فقط للعب على بطولة أشيز، فقد أقنعت إنجلترا بالذهاب إلى هناك مرة أخرى ولعب ثلاث مباريات تجريبية أخرى، ولكن بطولة أشيز ليست على المحك. وكما قال ويسدن، فإن البرنامج لم يكن يضع في اعتباره مصلحة لعبة الكريكيت، وخاصة الكريكيت الأسترالي دون مستوى الاختبار، والذي كان «مُغرقًا في التركيز على الاختبار والمباريات الدولية التي تقام ليوم واحد، والتي تم تقسيمها بدقة لتقديم حزمة كريكيت مناسبة للاستغلال الأقصى على شاشة التلفزيون».
كان يُنظر إلى المباريات على نطاق واسع على أنها شبه رسمية فقط وتلقت «رفضًا واضحًا». كان بوثام عضوًا في فريق إنجلترا ولعب في جميع المباريات الثلاث التي تُحتسب مع ذلك ضمن إحصائيات اختباره. كانت إنجلترا وفية إلى حد كبير للاعبين الذين قاموا بجولة في أستراليا في الشتاء السابق وكان ديريك أندروود هو اللاعب الوحيد من بطولة العالم الذي استدعته إنجلترا؛ لم يتذكروا آلان نوت ‏، على سبيل المثال، بينما كان توني جريج خارج نطاق الاختيار. استدعت أستراليا جريج تشابيل، ودينيس ليلي ‏، ورود مارش، وجيف تومسون، لتشكيل فريق كان مزيجًا من اللاعبين القدامى والجدد. في المباراة الأولى التي أقيمت على ملعب دبليو إيه سي إيه، حصل فريق بوثام على 11 نقطة مقابل 176 نقطة، لكن دون جدوى حيث فازت أستراليا بفارق 138 نقطة. وبعد أن تفوق بالكرة في تلك المباراة، فعل بوثام الشيء نفسه بمضربه في الجولة الثالثة، مسجلاً 119 نقطة دون أن يهزم في الجولة الثانية من الجولة الثالثة. فازت أستراليا بجميع المباريات الثلاث في سلسلة من الأفضل نسيانها بسبب كل السياسات المصاحبة لها، لكن بوثام عزز سمعته باعتباره لاعبًا متعدد المهارات من الطراز العالمي.

### اختبار اليوبيل، الهند، فبراير 1980
كانت الجولة الخارجية الثالثة لبوثام إلى الهند في فبراير 1980. كان ذلك الذكرى الخمسين لدخول الهند إلى لعبة الكريكيت الاختبارية، ولذلك لعبت إنجلترا مباراة اختبارية تذكارية واحدة في ملعب وانكيدي ‏ في بومباي. تحول الأمر إلى انتصار شخصي لبوثام الذي أصبح أول لاعب في تاريخ الاختبار يسجل قرن ويأخذ عشرة ويكيت في نفس المباراة. تمكن حارس منتخب إنجلترا بوب تايلور من التقاط عشر كرات في المباراة، ثمانية منها من رمية بوثام.
فازت الهند بالقرعة وقررت الضرب أولاً، ولكن مع حصول بوثام على ست ضربات مقابل 58، خرجوا جميعًا في اليوم الأول مقابل 242 نقطة. ردت إنجلترا بـ 296 نقطة، وكان أبرزها تسجيل بوثام 114 نقطة من 144 كرة فقط؛ بدأ جولته بإنجلترا في ورطة بتسجيله 57 نقطة مقابل أربع ضربات. سرعان ما أصبح هذا الرقم 58 نقطة مقابل خمس ضربات، وانضم إلى بوثام نجم إنجلترا الآخر في المباريات، تايلور. ساهم أول خمسة ضاربين في إنجلترا بـ 51 نقطة فقط في المجموع. لطالما وُصف بوثام ظلماً بأنه «ضارب قوي»، لكن في الواقع كان أسلوبه تقليدياً للغاية (أي أنه «لعب بأسلوب مستقيم»)، وفي هذا الدور سجل 17 نقطة مقابل أربع ضربات، ولكن، وهذا ملحوظ، لم يسجل أي نقطة مقابل ست ضربات. قدم تايلور دعماً قوياً، وحققت شراكتهما في الويكيت السادس 171 نقطة. عندما خرج بوثام قرب نهاية اليوم الثاني، كانت النتيجة 229 نقطة مقابل ست ضربات، ووصلت إنجلترا إلى 232 نقطة مقابل ست ضربات مع نهاية اللعب، ولا تزال متأخرة بعشرة أشواط. وفي صباح اليوم الثالث، قاد تايلور إنجلترا لتخطي إجمالي الهند، وبفضل أداء الضرب المفيد من جانب لاعبي البولينج المتخصصين، سجلت إنجلترا 296 نقطة لتتقدم بـ 54 نقطة في الجولة الأولى.
كانت الجولة الثانية للهند بمثابة كارثة، حيث خسروا ثمانية ويكيتات مع نهاية اللعب في اليوم الثالث، ولم يكن هناك سوى كابيل ديف الذي قدم أي مقاومة. لقد خرجوا جميعًا في وقت مبكر من اليوم الرابع مقابل 149. كان بوثام هو اللاعب المتميز مرة أخرى، حيث حصل على سبعة من 48، مما منحه أرقام المباراة 13 من 106. سجل جيفري بويكوت ‏ وجراهام جوتش ‏ النقاط اللازمة لفوز إنجلترا بعشرة ويكيتات قبل يوم واحد من نهاية المباراة.

### سومرست وإنجلترا (1980 إلى 1980–81)
أعلن مايك برييرلي اعتزاله لعبة الكريكيت الاختبارية بعد اختبار اليوبيل في بومباي، ومما يثير الدهشة إلى حد ما بالنظر إلى افتقاره إلى الخبرة القيادية، تم تعيين بوثام ليحل محله كقائد لإنجلترا في السلسلة المحلية القادمة ضد جزر الهند الغربية، التي كانت في ذلك الوقت الفريق المتميز في العالم. قاد بوثام إنجلترا في اثنتي عشرة مباراة تجريبية في عامي 1980 و1981، لكنه لم ينجح، حيث لم يحقق الفريق أي فوز، وثماني تعادلات وأربع هزائم تحت قيادته. علاوة على ذلك، عانى مستواه وتم فصله في النهاية من المنصب، على الرغم من أنه استقال بالفعل قبل أن يوشك المختارون على إقالته. وفي دفاعه عن بوثام، كانت تسع من مبارياته كقائد ضد جزر الهند الغربية، التي فازت بعد ذلك باثني عشر من مبارياتها الاختبارية الثلاثة عشر التالية ضد إنجلترا. أما الثلاثة الأخرى فكانت جميعها ضد أستراليا.
في عام 1980، وهو صيفٌ ماطر، كان منتخب جزر الهند الغربية الأفضل بلا شك بين مباريات الاختبار الخمس، على الرغم من هطول الأمطار المستمر، فلم يتمكنوا من الفوز إلا في واحدة منها. فاز منتخب جزر الهند الغربية بالاختبار الأول بفارق ويكيتين فقط، وكانوا في مرحلة ما يطاردون 208 ويكيتات صعبة بنسبة 180/7. أنقذ المطر إنجلترا من هزيمة ثقيلة محتملة في الاختبارين الثاني والخامس: فقد كان أداؤهم أفضل بينهما. في الجولة الثالثة، تنازلت إنجلترا عن تقدمها في الشوط الأول بنتيجة 110، لكنها ردت بقوة في الشوط الثاني بنتيجة 391/7، وهي نتيجة بطيئة ودفاعية للغاية، مما كان سيُصعّب على منتخب جزر الهند الغربية مهمة المطاردة لو كان هناك يوم آخر – لكن اليوم الثالث كان ممطرًا، ونفد الوقت. في الاختبار الرابع، حققت إنجلترا تقدمًا وحيدًا في الجولة الأولى من السلسلة – 105 أشواط – لكنها انهارت بشكل كارثي في الجولة الثانية، قبل أن تنقذها شراكة بلغت قرنًا من الزمان في الويكيت الأخير بين ويلي (100 *) وويليس (24 *) لتصل إلى إجمالي 201/9، ومرة أخرى فإن خسارة يوم ونصف بسبب المطر لم تترك وقتًا للجزر الهندية لمطاردة هدف صعب محتمل فوق 300.[بحاجة لمصدر]
كان أداء بوثام سيئًا كلاعب بولينج، وفي جميع مباريات الكريكيت من الدرجة الأولى، حصل على 40 ويكيت فقط بمتوسط أعلى بلغ 34.67 مع أفضل عودة بلغت أربعة فقط مقابل 38. كان أداؤه أفضل كضارب، حيث سجل 1149 جولة (وهي المرة الثانية، بعد عام 1976، التي تجاوز فيها الألف في موسم واحد) بمعدل 42.55: لكن هذا لم يترجم إلى أداء في الاختبارات. أكمل قرنين وستة أنصاف قرون أخرى لمقاطعته. كانت أعلى نتيجة له في الموسم هي في النهاية أعلى نتيجة في مسيرته: 228 لصالح سومرست ضد غلوسترشاير في تونتون في مايو. ضرب لأكثر من ثلاث ساعات بقليل، مسجلاً 27 رباعية وعشر سداسية. مع خروج غلوسترشاير من المباراة في اليوم الأخير، استخدم سومرست جميع لاعبيه الأحد عشر كلاعبي بولينج. وباستثناء جولة من 57 نقطة في أول مباراة اختبارية، لم يساهم بوثام كثيراً مع إنجلترا في السلسلة، وكانت تلك الجولة هي المرة الوحيدة التي وصل فيها إلى 50 نقطة في كل مبارياته الاختبارية الاثنتي عشرة كقائد لإنجلترا.[بحاجة لمصدر]
كان سومرست قريبًا من الاحتفاظ بلقب دوري جون بلاير في عام 1980 لكنه اضطر إلى الاكتفاء بالمركز الثاني، بفارق نقطتين فقط خلف وارويكشاير. لقد احتلوا المركز الخامس في بطولة المقاطعة ولكن تم إقصاؤهم من بطولتي جيليت وبي & إتش في المرحلة الافتتاحية.
قاد بوثام إنجلترا في الجولة المثيرة للجدل في جزر الهند الغربية من يناير إلى أبريل 1981. تم إلغاء المباراة التجريبية الثانية، والتي كان من المقرر إقامتها في بوردا، بعد أن ألغت الحكومة الغيانية تأشيرة روبن جاكمان ‏ بسبب ارتباطه باللعب والتدريب مع جنوب أفريقيا. تم لعب المباريات الأربع الأخرى وفازت جزر الهند الغربية بالسلسلة 2–0 ولكن إنجلترا استفادت من الأمطار في المباراتين اللتين انتهتا بالتعادل. حصل بوثام على أكبر عدد من الويكيتات لصالح إنجلترا، لكن ويسدن قال «إن أداءه في البولينج لم يستعد إيقاعه الكامل كما كان في العام السابق». ومع ذلك، فإن أدائه في الضرب، باستثناء أداء جيد في مباراة دولية واحدة في أول يوم واحد، «كان يفتقر إلى التقنية والتركيز وفي النهاية إلى الثقة». من وجهة نظر ويسدن، يمكن الاستشهاد بخسارة بوثام لمستواه «كدليل واضح على عدم استحسان تحميل لاعب سريع ولاعب متعدد المهارات عبء إضافي يتمثل في القيادة». أقرب ما وصلت إليه إنجلترا للفوز كان في أول مباراة دولية ليوم واحد، حيث أخرجت إنجلترا جزر الهند الغربية بـ 127 نقطة، ولكن بفضل ستة ويكيتات من كولين كروفت، فشلت إنجلترا بفارق نقطتين في المطاردة التي كانت مدعومة بـ 60 نقطة من بوثام: كان هذا، في ذلك الوقت، أقل إجمالي في مباراة دولية ليوم واحد يتم الدفاع عنه بنجاح.

### سومرست وإنجلترا (1981)
كان لقيادة إنجلترا تأثير على أداء بوثام كلاعب، وفي آخر مباراة اختبار له كقائد، ضد أستراليا في لوردز في عام 1981، تم طرده بسبب اثنين من الأخطاء. وفقًا لمحرر صحيفة ويسدن ماثيو إنجل، الذي كتب في إي آس بي آن كريك إنفو، فإن بوثام «استقال (قبل دقيقة واحدة من إقالته)، وتدهور مستواه بشكل كبير» بعد تلك المباراة. وكانت أستراليا متقدمة في السلسلة بنتيجة 1–0 بعد مباراتين اختباريتين مع أربع مباريات أخرى متبقية. تم استبدال بوثام بالعائد مايك برييرلي ‏، الذي كان سلفه حتى تقاعده من لعبة الكريكيت الاختبارية في عام 1980.
واصل بوثام اللعب لصالح إنجلترا تحت قيادة برييرلي وحقق أعلى نقطة في مسيرته في المباريات الثلاث التالية حيث تعافت إنجلترا لتفوز ببطولة ذا آشز ‏. في المباراة الاختبارية الثالثة في هيدنجلي، افتتحت أستراليا المباراة بنتيجة 401 مقابل 9، على الرغم من الأداء الجيد من جانب بوثام الذي أخذ 6 مقابل 95. رد فعل إنجلترا كان سيئًا وتم طردها مقابل 174. كان بوثام هو رجل المضرب الوحيد الذي قدم أداءً جيدًا على الإطلاق وسجل 50 نقطة، وهو أول نصف قرن له في الاختبارات منذ أن حصل على شارة القيادة في ثلاثة عشر اختبارًا في وقت سابق. وبعد أن اضطرت إنجلترا إلى متابعة المباراة، انهارت مرة أخرى، وعند 135 مقابل 7 في فترة ما بعد الظهر من اليوم الرابع، بدا الهزيمة مؤكدة. وذكرت التقارير أن صناع المراهنات كانوا يعرضون احتمالات 500/1 ضد فوز إنجلترا بعد تطبيق المتابعة. كان بوثام، الذي لم يمض وقت طويل على وجوده في الملعب، هو رجل المضرب الوحيد المعروف المتبقي حيث انضم إليه لاعب البولينج السريع جراهام ديلي ‏، رقم تسعة في ترتيب الضرب، مع كريس أولد ‏ وبوب ويليس فقط. مع الدعم القادر من ديلي (56) وأولد (29)، ضرب بوثام بقوة وبحلول نهاية اللعب كان 145 لم يخرج مع ويليس معلقًا في الطرف الآخر بـ 1 لم يخرج. لم يكن تقدم إنجلترا سوى بـ 124 نقطة، لكن ظل هناك بصيص أمل. في اليوم الأخير من المباراة، وصل بوثام إلى 149 دون أن يخرج قبل سقوط ويكيت ويليس. احتاجت أستراليا، مع بقاء الكثير من الوقت، إلى 130 نقطة للفوز وكان من المتوقع عمومًا أن تحصل عليها؛ ولكن بعد أن أخذ بوثام الويكيت الأول، أخذ ويليس 8 نقاط مقابل 43 نقطة ليقصي أستراليا مقابل 111 نقطة فقط. فازت إنجلترا بفارق 18 جولة؛ وكانت هذه هي المرة الثانية فقط في التاريخ التي يفوز فيها فريق لاحق بمباراة اختبارية.
واصل بوثام تقديم أداءه المتميز خلال المباراتين الاختباريتين التاليتين. وفي المباراة الرابعة التي أقيمت في إيدجباستون، تركت المباراة منخفضة التهديف أستراليا في المركز الأخير وتحتاج إلى 151 نقطة للفوز. وصلوا إلى 105 مقابل 5 وكانوا لا يزالون المفضلين في تلك المرحلة ولكن في فترة ملهمة من البولينج، أخذ بوثام بعد ذلك خمسة ويكيتات مقابل جولة واحدة فقط في 28 كرة ليعطي إنجلترا النصر بفارق 29 جولة. في المباراة الاختبارية الخامسة على ملعب أولد ترافورد، سجل بوثام 118 نقطة في شراكة 149 نقطة مع كريس تافاري ‏ قبل أن يتم طرده. لقد ضرب ستة سداسيات في تلك الجولة. فازت إنجلترا بتلك المباراة لتتقدم بنتيجة 3–1 في السلسلة. تم إجراء آخر اختبار في ذي أوفال ‏، حيث حقق بوثام 10 دبليو إم من خلال أخذ ستة مقابل 125 وأربعة مقابل 128. تم اختياره كرجل السلسلة بعد تسجيله 399 جولة، وأخذ 34 ويكيت وحمل 12 صيدًا.
فاز فريق سومرست ببطولة كأس بينسون آند هيدجز لأول مرة في عام 1981 وأدى بشكل جيد في بطولة المقاطعة أيضًا، حيث احتل المركز الثالث. لقد احتلوا المركز الثاني مرة أخرى في دوري جون بلاير، ولكن بفارق كبير عن الفائزين ساسكس. في بطولة كأس نات ويست التي أعيدت تسميتها (المعروفة سابقًا باسم كأس جيليت)، خرج فريق سومرست من الجولة الثانية. لعب بوثام في نهائي بي & إتش في لوردز، حيث هزم سومرست ساري بسبعة ويكيت. لم يأخذ أي ويكيت لكنه قدم لفيف ريتشاردز (132 لم يخرج) دعمًا جيدًا في مطاردة الجري. أنهى بوثام الموسم برصيد 67 ويكيت بمعدل 25.55، وهو أفضل عائد بستة مقابل 90 (لسومرست ضد ساسكس) و10 دبليو إم واحد (اختبار سادس). سجل 925 نقطة بأعلى معدل 149* (الاختبار الثالث) عند 42.04؛ وحمل 19 كرة.

### سومرست وإنجلترا (1981–82 إلى 1983–84)
خلال هذه الفترة، لعب بوثام في 25 مباراة تجريبية. كانت هناك سلسلة مباريات محلية ضد الهند وباكستان في عام 1982؛ ونيوزيلندا في عام 1983. كانت جولاته الخارجية إلى الهند وسريلانكا في عامي 1981–1982 (شارك في أول اختبار لعبته سريلانكا)؛ وإلى أستراليا في عامي 1982–1983؛ وإلى نيوزيلندا وباكستان في عامي 1983–1984. لعب لصالح منتخب إنجلترا في كأس العالم للكريكيت عام 1983 وكان عضوًا في فريقهم الخاسر في الدور نصف النهائي.
لم تكن عودة بوثام إلى الهند منتصرة على الإطلاق، واتهمه ويسدن بـ«عدم فعاليته مع الكرة». بعد أن حقق تحليلًا للمباراة بلغ تسعة من 133 في بومباي، حيث هُزمت إنجلترا على أرضية رديئة، أخذ بوثام ثمانية ويكيتات فقط، بمعدل 65 لكل منهم، في آخر خمس مباريات اختبارية، وقال ويسدن إن هذا «كان ضربة قوية لفرصة إنجلترا في معادلة السلسلة».
كان عام 1982 موسمًا جيدًا بشكل عام بالنسبة لبوثام، خاصة وأن سومرست احتفظ بكأس بينسون آند هيدجز. في 17 مباراة من الدرجة الأولى، سجل 1241 نقطة، وكان أعلى رقم له هو 208 نقطة ضد الهند (كان هذا في نهاية المطاف أعلى رقم له في مسيرته في لعبة الكريكيت الاختبارية) بمعدل جيد بلغ 44.32 نقطة. حصل على 66 ويكيت بمعدل منخفض بلغ 22.98 مع أفضل عودة بلغت خمسة مقابل 46. فازت إنجلترا بسلسلة مبارياتها الاختبارية ضد باكستان بنتيجة 2–1، وفازت بسلسلة مبارياتها ضد الهند بنتيجة 1–0. سجل بوثام قرنين من الأهداف ضد الهند: 128 في أولد ترافورد وأعلى رقم في مسيرته 208 في ذا أوفال ‏. احتل سومرست المركز السادس والتاسع في بطولة المقاطعة والدوري الياباني الممتاز على التوالي. وصلوا إلى ربع نهائي كأس نات ويست وكان أبرز ما حققوه في الموسم هو الاحتفاظ بكأس بي & إتش الذي فازوا به في عام 1981. في المباراة النهائية في ملعب لوردز، تغلب سومرست على نوتنغهامشاير بـ 130 نقطة فقط (وبوثام بـ 19 نقطة) وفاز بسهولة بفارق تسعة ويكيتات.
قام بوثام بجولة في أستراليا مرة أخرى في 1982–1983 مع إنجلترا التي تسعى للاحتفاظ بآشز، لكن أستراليا فازت بالسلسلة 2–1 على الرغم من فوز إنجلترا، في ملعب ملبورن للكريكيت (MCG)، في مباراة اختبارية وصفها ويسدن بأنها «واحدة من أكثر مباريات الاختبار إثارة على الإطلاق». كان لدى بوثام سلسلة وجولة سيئة. شارك في تسع مباريات من الدرجة الأولى وسجل 434 نقطة فقط بمعدل منخفض بلغ 24.11 وأعلى معدل 65. ولم يكن أداءه مع الكرة أفضل، حيث حصل على 29 ويكيت فقط مقابل 35.62، وهو أعلى معدل، مع أفضل عودة بلغت أربعة مقابل 43. ومع ذلك، فقد قدم أداءً جيدًا في الميدان واحتفظ بـ 17 كرة، أي ما يقرب من اثنتين في المباراة.
وبالمناسبة، كان ذلك خلال بطولة ODI اللاحقة – السلسلة الثلاثية الأسترالية ‏ السنوية، والتي كانت تسمى في ذلك الوقت «السلسلة العالمية» – حيث افتتح بوثام الضرب لأول مرة في لعبة الكريكيت ليوم واحد. بفضل القيود الميدانية السارية في تلك البطولة (وفي مباريات اليوم الواحد في أستراليا بشكل عام منذ عام 1980)، لم يُسمح إلا للاعبي ميدانيين اثنين بالخروج من دائرة الثلاثين ياردة خلال أول عشرة أشواط (والتي تسمى الآن باور بلاي): وفي المباراة التاسعة من البطولة، ضد أستراليا، افتتح بوثام الضرب لأول مرة، مع فكرة أنه كان أفضل لاعب مُعد لضرب الكرة فوق القمة. ولكن الخطة لم تسر كما كان مخططا لها، حيث سجل بوثام 19 نقطة فقط وخسرت إنجلترا المباراة. كان هذا التكتيك أكثر نجاحًا، بعد مباراتين ضد نيوزيلندا حيث سجل بوثام 65 نقطة، لكنه كان مكلفًا بالكرة حيث طاردت نيوزيلندا الهدف بنجاح لتحقيق أعلى مطاردة ناجحة في مباريات اليوم الواحد في ذلك الوقت. أنهت إنجلترا البطولة في المركز الثالث والأخير ولم تتأهل للنهائيات.

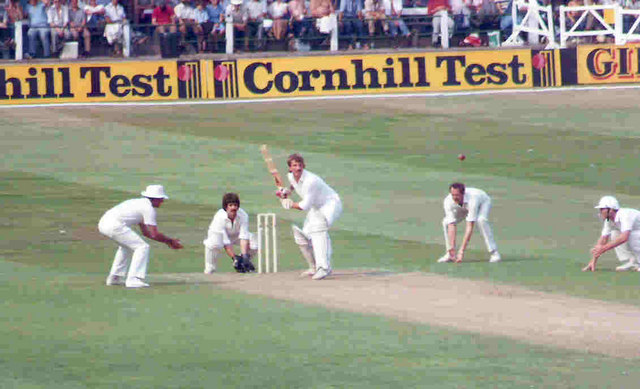
بوثام يضرب في ، 1983

في موسم 1983 الإنجليزي، فاز فريق سومرست بكأس نات ويست لأول مرة، بعد أن هزم فريق كينت في نهائي لوردز بفارق 24 جولة وكان بوثام قائدًا لهم. وكانوا قريبين جدًا من الفوز بلقب الدوري الياباني الممتاز أيضًا، ولكن بعد التعادل مع يوركشاير برصيد 46 نقطة، احتلوا المركز الثاني في معدل الجري. وفي بطولة المقاطعة، فازوا بثلاث مباريات فقط واحتلوا المركز العاشر. لقد خرجوا من بطولة كأس البوسنة والهرسك مبكرا. كان لدى بوثام موسم جيد مع المضرب، حيث سجل 852 نقطة في 14 مباراة من الدرجة الأولى بمعدل 40.57 مع أعلى درجة بلغت 152 بين ثلاثة قرون. كان أداؤه أقل جودة مع الكرة: 22 ويكيت فقط بمعدل مرتفع بلغ 33.09. خاضت نيوزيلندا سلسلة من أربع مباريات اختبارية ضد إنجلترا بعد كأس العالم، وفي المحاولة التاسعة والعشرين، هزمت إنجلترا أخيرًا لأول مرة في مباراة اختبارية في إنجلترا. ومع ذلك، فازت إنجلترا بالمباريات الثلاث الأخرى بشكل مقنع لتفوز بالسلسلة 3–1. لم يفعل بوثام الكثير بالكرة، وهي نفس القصة التي حدثت في موسمه بالكامل، لكنه سجل قرنًا (103) في الاختبار النهائي في ترينت بريدج (انظر الصورة).
في شتاء عامي 1983 و1984، قامت إنجلترا بجولة في نيوزيلندا من يناير إلى فبراير، ثم في باكستان في مارس. باستثناء جولة واحدة في بايسن ريزرف في الاختبار الأول ضد نيوزيلندا، كان بوثام مخيبا للآمال في هذه الجولة، وخاصة كلاعب بولينج. سجل 138 نقطة في الاختبار الأول، وشارك في شراكة الويكيت السادسة بـ 232 نقطة مع ديريك راندال (164)، لكن المباراة انتهت بالتعادل. كانت جولة إنجلترا سيئة للغاية، بكل المقاييس، ووصفها ويسدن بأنها «من بين أكثر الجولات تعاسة التي خاضتها إنجلترا على الإطلاق». خسرت إنجلترا السلسلتين بنتيجة 1–0. غادر بوثام باكستان بعد أول اختبار هناك، والذي خسرته إنجلترا، لإجراء فحص لمشكلة في الركبة في وطنه.

### سومرست وإنجلترا (1984 إلى 1986–87)
بعد عشرة مواسم كلاعب أساسي في الفريق الأول، تم تعيين بوثام قائدًا لنادي سومرست في عامي 1984 و1985. وفي بطولة المقاطعة، احتلوا المركز السابع في عام 1984 ثم هبطوا إلى المركز السابع عشر (أسفل الجدول) في عام 1985. وفي الدوري الياباني الممتاز، احتلوا المركز الخامس عشر في عام 1984 والحادي عشر في عام 1985. لم يتركوا انطباعًا كبيرًا في كأس بي & إتش أو كأس نات ويست، لذا، في المجمل، كانت فترة قيادة بوثام وقتًا عصيبًا للنادي الذي استمتع بأنجح فترة له على الإطلاق في المواسم السابقة.
شارك بوثام في 18 مباراة اختبارية من عام 1984 إلى عام 1986، عشرة منها (خمسة على أرضه، وخمسة خارج أرضه) ضد جزر الهند الغربية. طوال مسيرة بوثام في الاختبارات، تم وضع أعلى المعايير الدولية من قبل جزر الهند الغربية وكان بوثام غير ناجح بشكل عام ضدهم. في كلتا السلسلتين، 1984 و1985–86، تغلبت جزر الهند الغربية على إنجلترا بنتيجة 5–0 في مباريات تبييض أطلق عليها «التبييض الأسود».
وقد سجل أعلى نتيجة له، وأفضل وأسوأ أداء له في البولينج ضد جزر الهند الغربية، في نفس المباراة التي أقيمت في ملعب لوردز عام 1984. فاز كلايف لويد بالقرعة، وربما كان ذلك عن طريق الخطأ، فاختار اللعب في الميدان. كان اليوم الأول متأثرًا بالأمطار، وسجلت إنجلترا 167 نقطة في مباراتين، لكنها سجلت 286 نقطة بفضل قرن من الزمن سجله جرايم فاولر؛ وسجل بوثام 30 نقطة مفيدة. خسرت جزر الهند الغربية ثلاث ويكيتات سريعة، جميعها لصالح بوثام الذي كان «تذكيرًا لنفسه القديمة» على حد تعبير ويسدن، لكنها تعافت لتصل إلى 119 مقابل ثلاثة في نهاية اللعب في اليوم الثاني. 
في صباح اليوم الثالث، تم طرد فيف ريتشاردز من قبل بوثام في ظل ظروف مشكوك فيها، لكن بوثام استلهم من الاستيلاء على ويكيت صديقه العظيم واستمر في الحصول على ثمانية مقابل 103، وطرد جزر الهند الغربية مقابل 245، ولأول مرة أعطى إنجلترا فرصة للفوز على أفضل فريق في العالم، مع تقدم في الجولة الأولى بـ 41 نقطة. كان هذا أفضل أداء لـ بوثام على الإطلاق في لعبة البولينج ضد جزر الهند الغربية بفارق كبير. بدأت إنجلترا جولتها الثانية وكانت قد تقلصت إلى 88 مقابل أربع عندما انضم بوثام إلى آلان لامب. وصلوا إلى 114 مقابل أربعة في اليوم الثالث. لم تكن هناك مباراة يوم الأحد واستأنفت إنجلترا اللعب يوم الاثنين بفارق 155 جولة مع وجود ستة ويكيتات. أضاف بوثام ولامب 128 نقطة للويكيت الخامس قبل أن يخرج بوثام مقابل 81 نقطة، بما في ذلك تسع رباعيات وواحدة سداسية، وهي أعلى نتيجة له على الإطلاق وأفضل جولة له ضد جزر الهند الغربية. سجل لامب قرنًا من الزمان وخرجت إنجلترا بالكامل صباح الثلاثاء (اليوم الأخير) مقابل 300 نقطة بالضبط. احتاجت جزر الهند الغربية إلى 342 نقطة للفوز في خمس ساعات ونصف. لقد خسروا ديزموند هاينز بسبب خروج اللاعب عند 57 مقابل 0، وبعد ذلك انضم لاري جوميز ‏ (92 لم يخرج) إلى جوردون جرينيدج ‏ (214 لم يخرج) واستمرت جزر الهند الغربية في الفوز بفارق تسعة ويكيت مع 11.5 من آخر عشرين جولة متبقية.
على الرغم من أن ويسدن لا يذكر بوثام إلا باعتباره لاعبًا ميدانيًا «غير منتبه» أضاع الكرة، إلا أنه يصف لاعبي البولينج الإنجليز بأنهم «يبدون من الدرجة الثانية ولا أحد سوى ويليس يرمي الخط الصحيح أو يمهد الطريق لغريندج القوي والهادئ». قام بوثام برمي أكبر عدد من الأوفرات، 20، ومع عدم حصوله على أي نقطة مقابل 117، فقد استقبل ما يقرب من نقطة واحدة في كل كرة (لم يحصل ويليس على أي نقطة مقابل 48 من 15 كرة). في محاولة للتخفيف من حدة الموقف، اعترف ويسدن بأن جرينيدج لعب «أفضل أدوار حياته، وأن ضرباته القاسية ربما جعلت أداء البولينج يبدو أسوأ مما كان عليه».
كما لعب بوثام في المباراة التجريبية الوحيدة ضد سريلانكا: ولم يكن أداؤه جيداً بشكل خاص في الجولة الأولى على الرغم من أنه أخذ الويكيت الأول (1/114 من 491)، وتم طرده مقابل 6 بينما كانت إنجلترا تضرب (370). مع اقتراب نهاية الشوط الثاني لسريلانكا، وبينما كانت المباراة تتجه نحو التعادل، وفي ظل حرارة شديدة للغاية، تخلى بوثام عن رمياته الطويلة المعتادة للاعبي البولينج السريع، وتحول إلى رمي الكرات الدوارة على بعد خطوات قليلة، مما أثار دهشة الجميع (بما في ذلك هو نفسه) بأخذ العديد من الويكيتات معه، من تحليل 6/90. قرر أن يأخذ قسطًا من الراحة خلال فصل الشتاء، وأن يغيب عن جولة الهند في عامي 1984 و1985.
في عام 1985، لعب بوثام في جميع المباريات الستة التجريبية ضد فريق أسترالي ضعيف مثل إنجلترا، التي كانت في حد ذاتها فريقًا من الدرجة الثانية بناءً على أدائها الأخير، استعادت بسهولة الرماد وكان هو صاحب الويكيت الرائد، لكن السلسلة كانت تهيمن عليها مضارب إنجلترا المتخصصة، وخاصة مايك جاتينج ‏ وديفيد جوير ‏. كان بوثام، الذي تبنى في ذلك الوقت قصة شعر الموليت الأشقر المصبوغ كعلامة تجارية، مساهمًا قليلًا نسبيًا بالمضرب، مقارنة بالمجموع الهائل الذي جمعه جوير، وجاتينج، وجراهام جوتش ‏، وتيم روبنسون. سجل 250 نقطة بمعدل 31.25 وأعلى معدل كان 85. لقد حصل على أكبر عدد من الويكيتات (31 عند 27.58 مع أفضل خمسة مقابل 109) لكنه نادرًا ما كان مثيرًا للإعجاب وكان يلعب ضد فريق ضارب ضعيف، باستثناء آلان بوردر. كان أفضل لاعب بولينج في إنجلترا هو ريتشارد إليسون الذي لعب مرتين فقط وحصل على 17 ويكيت بمعدل 10.88 فقط مع أفضل ستة مقابل 77 و10 دبليو إم واحد.
تم إيقاف بوثام لمدة 63 يومًا من قبل مجلس اختبار الكريكيت الإقليمي ‏ في عام 1986 بعد أن اعترف في مقابلة بأنه كان يدخن القنب. بسبب الحظر، لعب بوثام في مباراة اختبار واحدة فقط والتي كانت المباراة النهائية في السلسلة ضد نيوزيلندا. لقد ترك بصمته على هذا الاختبار على الرغم من ذلك: حيث بدأ ذلك من خلال انتزاع ويكيت بروس إيدجار في أول تسليم له، ليعادل دينيس ليلي في 355 باعتباره حامل الرقم القياسي العالمي للويكيتات في الاختبار. تم تسليم التسليم التالي من خلال الحاجز الانزلاقي بواسطة جيف كرو. وتجاوز بوثام العلامة في جولته الثانية ليحمل الرقم القياسي بشكل صريح، بعد أن حاصر كرو قبل قدمه. ثم في اليوم الرابع من المباراة، وبعد قرون من جاتينج وجوير، سجل نصف قرن سريع في 32 كرة فقط، بما في ذلك 24 من أكثر من ديريك ستيرلينج – معادلاً الرقم القياسي في ذلك الوقت، لأكبر عدد من الأشواط من أكثر من في الاختبارات... وهو رقم قياسي كان مسؤولاً عنه، ولكن من الجانب الآخر، فقد استقبل 24 نقطة لصالح آندي روبرتس في جولة جزر الهند الغربية في عامي 1980/1981. أعلنت إنجلترا عن تقدمها الكبير في الشوط الأول، لكن الأمطار هطلت بعد الغداء في اليوم الرابع ولم يتم رمي سوى أوفر واحد إضافي.
تم تعيين بيتر رويبوك ‏ قائداً لفريق سومرست في عام 1986 خلفاً لبوثام، ولكن خلال الموسم، نشأت التوترات في غرفة ملابس سومرست والتي انفجرت في النهاية في شجار كامل النطاق وأدت إلى طرد النادي لأصدقاء بوثام فيف ريتشاردز وجويل جارنر. قرر بوثام، الذي كان يدعم ريتشاردز وغارنر، الاستقالة في نهاية الموسم. لم يكن عام 1986 موسمًا يتذكره بوثام باستثناء جولة واحدة رائعة في القائمة أ عندما سجل أعلى نتيجة في مسيرته في شكل أشواط محدودة بلغت 175 ولم يخرج لسومرست ضد نورثهامبتونشاير في مباراة دوري جون بلاير مكونة من 39 شوطًا في ملعب مدرسة ويلينجبورو ‏. لكن كل ذلك لم يجدي نفعا، إذ تدخل الطقس وانتهت المباراة دون نتيجة. تظل جولاته رقمًا قياسيًا على الأرض.
كانت الجولة الأخيرة لبوثام في أستراليا في عام 1986/1987 تحت قيادة مايك جاتينج. شارك في أربع مباريات تجريبية وفازت إنجلترا ببطولة آشز للمرة الأخيرة حتى عام 2005. كانت السلسلة في كثير من النواحي بمثابة الانتصار الأخير لبوثام لأنه سجل قرنه الأخير في الاختبار (138 في الاختبار الأول في بريسبان والذي فازت به إنجلترا بسبعة ويكيت) وفاز بخمسة ويكيتات في الاختبار الأخير (خمسة مقابل 41 في الاختبار الرابع في ملبورن للكريكيت والذي فازت به إنجلترا بجولة و14 جولة). وأشار ويسدن إلى أنه على الرغم من أن بوثام كان لديه سلسلة متواضعة من الناحية الإحصائية، إلا أنه «كان بمثابة أصل للفريق» بسبب حماسه و«بذله قصارى جهده لتشجيع اللاعبين الأصغر سناً، وخاصة فيل دي فريتاس».
عانى بوثام من إصابة خطيرة في الضلع في الاختبار الثاني في بيرث، مما أبعده عن الاختبار الثالث تمامًا وخفض من وتيرة رميه لبقية الجولة أثناء محاولته إدارتها: ونتيجة لذلك، وبنجاح معقول، قام بتغيير أسلوب رميه إلى أسلوب دفاعي وبخيل ومتوسط السرعة. فازت إنجلترا أيضًا بالبطولتين اللتين استغرقتا يومًا واحدًا، وهما بطولة تحدي بينسون آند هيدجز بيرث (ضد أستراليا وجزر الهند الغربية وباكستان) وبطولة العالم (ضد أستراليا وجزر الهند الغربية): قدم بوثام العديد من العروض الفائزة بالمباريات بكل من المضرب والكرة على الرغم من عدم لياقته الكاملة، وكان رجل المباراة في كلتا المباراتين من نهائي بطولة العالم – بالمضرب في الأولى، وافتتح الضرب بـ 71 (سجل من 91 بينما كان في منطقة الضرب)، وبالكرة في الثانية، لفترة بخيل بشكل خاص والتي استغرقت أيضًا ثلاثة ويكيت حيث دافعت إنجلترا عن إجمالي منخفض بتسعة أشواط، للفوز بالنهائي 2–0. مرة أخرى، وبفضل القيود الميدانية التي وضعت لبطولة العالم، افتتح بوثام الضرب – وهو التكتيك الذي تم تجربته في جولة 1982–1983: وقد لاقى التكتيك نجاحًا متباينًا في مراحل المجموعات، لكنه كان جيدًا في النهائي.

### ورشيسترشاير وإنجلترا (1987 إلى 1991)
بعد استقالته من سومرست، انضم بوثام إلى ورشيسترشاير لموسم 1987 وقضى خمسة مواسم معهم. في عام 1987، سجل 126* ضد مقاطعته القديمة، ولكن بخلاف ذلك كان أكثر نجاحًا كضارب محدود، حيث سجل قرنين من الزمان بمتوسط 40.94. وكان أداءه في الرمي أفضل بكثير في الشكل الأقصر، حيث بلغ متوسطه 21.29 مقابل 42.04 في الدرجة الأولى. ساعدت جهوده المحدودة في فوز فريق ورسيستيرشاير بدوري الأحد. احتلوا المركز التاسع في بطولة المقاطعة ولم ينجحوا في الحصول على كأسي خروج المغلوب. استلهم فريق ووسترشاير من تكتيك إنجلترا الشتوي، فاستخدم بوثام في بعض الأحيان لافتتاح الضرب في المباريات التي تقام ليوم واحد، بالشراكة مع تيم كورتيس، الذي افتتح بشكل منتظم.
لعب بوثام في المباريات الخمس التجريبية عام 1987 ضد باكستان، وكانت هذه هي المرة الأخيرة التي مثل فيها إنجلترا في سلسلة كاملة. سجل 232 نقطة في السلسلة مع نصف قرن (51 *) عند 33.14؛ ولم يأخذ سوى سبعة ويكيتات والتي كانت باهظة الثمن للغاية. فازت باكستان بجولة واحدة في هيدنجلي مع تعادل المباريات الأربع الأخرى، على الرغم من أن إنجلترا كانت في وضع أفضل في الاختبارين الأول والرابع والتي فقدت الكثير من الوقت بسبب المطر، وفشلت بصعوبة في تسوية السلسلة في الاختبار الرابع، حيث نفدت أشواطها في مطاردة هدف صغير. عندما بلغ مجموع نقاط باكستان 708 نقطة في ذا أوفال، كان عدد النقاط التي استقبلها بوثام (217 نقطة) من 52 جولة هو الأعلى بين لاعبي البولينج الإنجليز، متجاوزًا رقم 204 الذي سجله إيان بيبلز ‏ (204 نقطة) من 71 جولة ضد أستراليا في ذا أوفال عام 1930، على الرغم من أنه أخذ ثلاثة ويكيتات وطرد أيضًا عمران خان. كان نصف القرن، وهو الأخير والأبطأ على الإطلاق في مباريات الاختبار الخمسين، عبارة عن جهد دفاعي عنيد احتل معظم اليوم الأخير في مباراة انتهت بالتعادل، في شراكة غير منقطعة مع جاتينج (150*) لإنقاذ الاختبار الخامس والحفاظ على هامش هزيمة إنجلترا عند 1–0. رفض الذهاب في جولة مع إنجلترا في الشتاء التالي، سواء لكأس العالم 1987 في الهند وباكستان (حيث وصلت إنجلترا إلى النهائي) أو للجولات اللاحقة في باكستان (خسرت 1–0) ونيوزيلندا (سلسلة انتهت بالتعادل 0–0 بسبب المطر).
قضى بوثام الموسم الأسترالي 1987–88 مع كوينزلاند، ولعب لصالحهم في درع شيفيلد ‏. كان فريق كوينزلاند أحد أفضل فرق الولاية في الثمانينيات وكان دائمًا ضمن أفضل ثلاثة فرق في بطولة الدرع من موسم 1983–1984 حتى موسم 1990–1991، لكنه لم يفز بالبطولة. خلال موسم بوثام هناك، احتل زملاؤه في الفريق بما في ذلك آلان بوردر (الكابتن)، وحارس الويكيت إيان هيلي ‏، ورامي السرعة كريج ماكديرموت، المركز الثاني خلف غرب أستراليا. سجل بوثام عدة أنصاف قرون وحصل على عدد معقول من الويكيتات وساعد كوينزلاند على الوصول إلى نهائي درع شيفيلد. تم تغريم بوثام ودينيس ليلي ‏ بسبب إتلاف غرفة ملابس كوينزلاند في لونسيستون، تسمانيا خلال مباراة استمرت ليوم واحد. عندما سافر فريق كوينزلاند إلى بيرث للمشاركة في نهائي الدرع، تورط بوثام في مشاجرة حيث زُعم أنه اعتدى على أحد ركاب الطائرة الذي تدخل في جدال بين لاعبي كوينزلاند. خسر كوينزلاند المباراة النهائية. تم تغريم بوثام بمبلغ 800 دولار من قبل القاضي و5،000 دولار من قبل مجلس الكريكيت الأسترالي. ونتيجة لذلك تم طرده من قبل كوينزلاند.
لم يكن بوثام لائقًا للعب في معظم موسم 1988، ولم يشارك إلا في أربع مباريات من الدرجة الأولى وسبع مباريات محدودة خلال شهري أبريل ومايو. ولم يلعب مع منتخب إنجلترا. ومع ذلك، فاز فريق ورشيسترشاير ببطولة المقاطعة ودوري الأحد. كان بوثام خارج الملاعب لمدة أحد عشر شهرًا، بعد أن خضع لعملية جراحية لدمج فقرات العمود الفقري استجابة لمشكلة طويلة الأمد في الظهر.
عاد في مايو 1989، وقدم أداءً جيدًا في بطولة المقاطعة، وساعد ورشيسترشاير على الفوز باللقب الثاني على التوالي. مع كفاح إنجلترا ضد فريق أستراليا الذي أعاد تشكيله آلان بوردر والذي ضم أمثال هيلي، وماكديرموت، وستيف ووه، وميرف هيوز، ومارك تايلور، تم استدعاء بوثام للمباريات الاختبارية الثالثة والرابعة والخامسة من سلسلة آشز 1989 المحورية. ولم يكن بوسعه أن يفعل الكثير لوقف هذا المد الذي تحول الآن بالكامل لصالح أستراليا، والذي بدا خارج نطاق قدراته تماما. لقد سجل 62 نقطة فقط بمعدل منخفض للغاية بلغ 15.50 – ثلثيهم في جولة واحدة – وأخذ ثلاثة ويكيت فقط بمعدل باهظ الثمن بلغ 80.33. وشهد صيف عام 1989 مزيدًا من الجدل بالنسبة لإنجلترا مع تنظيم جولة متمردة إلى جنوب إفريقيا، حيث تم حظر جميع المشاركين لمدة ثلاث سنوات: رفض بوثام جولة المتمردين، على أمل أن يتم اختياره للجولة الشتوية في جزر الهند الغربية، فقط ليتم إسقاطه بسبب مستواه السيئ.
تبع ذلك غياب آخر لمدة عامين عن الكريكيت الدولي حتى تم استدعاؤه مرة أخرى للعب ضد جزر الهند الغربية في عام 1991، بقوة 161 * لورسيستيرشاير ضدهم في مباراة جولة بداية الموسم ضد المقاطعة – كان ليكون قرنه الوحيد على الإطلاق ضد جزر الهند الغربية. تم اختياره لسلسلة مباريات اليوم الواحد في بداية الموسم في البداية: أخذ ويكيت في أول جولة له، وأربعة في فترة العشر جولات، لكنه أصيب لاحقًا بتمزق في أوتار الركبة، وذهب لضربة واحدة سريعة أثناء الضرب. كان بإمكانه الانسحاب مصابًا، لكنه اختار الاستمرار مع عداء، فقط ليتم طرده في التسليم التالي. أبعدته الإصابة عن مباريات اليوم الواحد المتبقية (فازت إنجلترا بكليهما) وأول زوجين من الاختبارات (فازت إنجلترا وتعادلت لتتقدم 1–0): ثم، عند عودته في مباراة مقاطعة، تسببت إصابة أخرى في عدم توفره لمباراتي الاختبار الثالثة والرابعة (خسرت إنجلترا كلاهما). 
تم استدعاؤه للاختبار الخامس حيث احتاجت إنجلترا إلى الفوز لربط السلسلة: حيث ضرب في الجولة الأولى، وسجل 31 نقطة محترمة قبل محاولته ربط كيرتلي أمبروز وطرده «ضرب الويكيت ‏»، في ظروف تسببت في نوبة ضحك سيئة السمعة في صندوق التعليق الإذاعي الخاص بمباراة الاختبار ‏ على هيئة الإذاعة البريطانية. استخدم الكرة بشكل محدود، وحصل على 1/27 و 2/40 عندما تم إخراج جزر الهند الغربية، وأُجبر على المتابعة والخروج مرة أخرى، بواسطة تافنيل (6/25) ولورانس (5/106) في الجولتين الأولى والثانية على التوالي. تم إكمال فوزه الوحيد في الاختبار ضد جزر الهند الغربية عندما ضرب بنفسه أشواط الفوز – حدودية من تسليمه الأول – حيث طاردت إنجلترا هدفًا قدره 143 مع خمسة ويكيتات لتجنيبها، وتعادلت في السلسلة. وبعد أسبوعين، لعب ضد سريلانكا في ملعب لوردز، ولم يحقق الكثير من الإنجازات. ساعد فريق ورسيستيرشاير في الفوز بكأس بي & إتش للمرة الوحيدة في عام 1991.[بحاجة لمصدر]

### دورهام وإنجلترا (1991–92 إلى 1993)
كانت الجولة الأخيرة لبوثام إلى أستراليا ونيوزيلندا في عامي 1991 و1992. في جولة نيوزيلندا، لعب فقط في آخر اختبار، والسلسلة المكونة من يوم واحد: كانت مساهمته الأكثر شهرة هي أعلى نتيجة له في مباراة ODI وهي 79، حيث افتتح الضرب، حيث بدا أنه كان من المقرر أن يصل أخيرًا إلى قرن في مباراة ODI، لكن نيوزيلندا تمكنت من إبعاده عن الضربة لعدة أشواط، نفد صبره، وسدد كرة قوية في الهواء مباشرة وتم القبض عليه. وبعد ذلك جاءت بطولة كأس العالم في أستراليا. ولم يكن بوثام قد فاز من قبل بجائزة رجل المباراة في كأس العالم، لكنه فاز بها مرتين في هذه البطولة. في مباراة ضد الهند على ملعب دبليو إيه سي إيه، لعب بشكل محكم وقيد الهند، التي كانت بحاجة إلى 237 نقطة، إلى 27 نقطة فقط من أصل عشرة أشواط، وهو معدل اقتصادي بلغ 2.70، وهو أقل بكثير من أي شخص آخر. استولى على اثنين من الويكيتات وكان أحدهما ساشين تيندولكار. فازت إنجلترا بفارق تسعة أشواط.
وفي وقت لاحق من المسابقة، فاز بوثام بالجائزة ضد أستراليا في ملعب سيدني للكريكيت ‏، تقديراً للأداء الشامل الذي قدمه والذي ساهم في بناء شهرته. فازت أستراليا بالقرعة وقررت الضرب أولاً. سجلوا 171 نقطة في 49 جولة، وحصل بوثام على أربعة مقابل 31 في عشر جولات. ثم افتتح جولة إنجلترا مع جراهام جوتش ‏ – التكتيك الذي جربته إنجلترا في أستراليا قبل خمس سنوات، ومرة أخرى في مباريات اليوم الواحد ضد نيوزيلندا في نهاية الجولة قبل كأس العالم – وسجل 53 نقطة من 77 كرة فقط في شراكة مع جوتش من 107. فازت إنجلترا بثمانية ويكيتات مع تبقي تسعة أشواط. كان أقل نجاحًا في المباراة النهائية، حيث تم تدمير أرقامه الاقتصادية في البولينج سابقًا بسبب هجوم متأخر من تشكيلة الضرب الباكستانية، ثم تم إخراجه من الخلف بسبب البطة (ربما لسوء الحظ،[وفقًا لِمَن؟] حيث أنه يبدو أنه لم يلمس الكرة وفقًا لإعادة الكاميرات) في أول جولة لوسيم أكرم، وخسرت إنجلترا المباراة.
في عام 1992، انضم بوثام إلى فريق دورهام الوافد الجديد إلى بطولة المقاطعة، حيث سجل قرنًا في الشوط الثاني في مباراتهم الافتتاحية من الدرجة الأولى ضد ليستر شاير: ولعب في أول مباراتين اختباريتين ضد باكستان، وكانت المباراة الثانية في لوردز هي ظهوره الأخير في الاختبار. وسجل بوثام هدفين و6 أهداف، تصدى لها بكل سهولة ويسر في كل مرة بفضل سرعة وقار يونس. كلاعب بولينج، تم استخدامه لخمسة أشواط فقط في الجولة الأولى، وكانت عودته الاختبارية الأخيرة لا شيء لمدة تسعة: لم يلعب في الجولة الثانية لباكستان، بسبب إصابة في القدم تعرض لها أثناء الضرب، على الرغم من أنه لعب في منطقة الانزلاق. خسرت إنجلترا المباراة بفارق ويكيتين وفازت باكستان بالسلسلة 2–1.
ومع ذلك، شارك بوثام في سلسلة مباريات اليوم الواحد، في جميع المباريات الخمس، والتي فازت بها إنجلترا 4–1: وكانت هذه آخر مبارياته الدولية. كان أداء إنجلترا في الضرب مهيمناً في جميع المباريات باستثناء مباراة واحدة، لدرجة أن بوثام لم يكن يدخل إلا في نهاية الجولة، أو لا يدخل على الإطلاق، عائداً إلى مكانه القديم في منتصف الترتيب، ولم يكن أمامه الكثير ليفعله: باستثناء المباراة الرابعة، حيث افتتح الضرب مرة أخرى (في غياب جوتش) وسجل 40 نقطة محترمة ومنظمة، لكنه شهد خسارة إنجلترا لآخر أربعة ويكيتات بعشرة أشواط والمباراة بثلاثة أشواط. كان أداءه في لعب الكرات عاديًا أيضًا، حيث كان يحصل عادةً على ويكيت واحد أو اثنين في حوالي أربعة أشواط: لم يسجل أي نقطة (لم يضرب) ولم يأخذ ويكيت (0–43) في مباراته الأخيرة.
في عام 1992 تم تعيين بوثام ضابطًا في وسام الإمبراطورية البريطانية (OBE) لخدماته في مجال الكريكيت ولأعماله الخيرية في تكريمات عيد ميلاد الملكة.
تقاعد بوثام من لعبة الكريكيت في منتصف موسم 1993، وكانت آخر مباراة له مع دورهام ضد الفريق الأسترالي الزائر في مضمار السباق ‏ في الفترة من 17 إلى 19 يوليو 1993. ضرب دورهام أولاً وسجل 385 من أصل ثمانية معلنة (واين لاركنز 151). وفي جولته الأخيرة من الدرجة الأولى، سجل بوثام 32 نقطة. في الرد، لم تتمكن أستراليا من تسجيل سوى 221 نقطة، بفضل سيمون براون الذي سجل سبع نقاط مقابل 70 نقطة (وبوثام لم يسجل أي نقطة مقابل 21 نقطة). بفارق 164 نقطة، كان على أستراليا أن تتابع النتيجة، وكان الفوز ممكناً لدورهام، لكن القرون التي سجلها ماثيو هايدن وديفيد بون ‏ أنقذت أستراليا وانتهت المباراة بالتعادل. كانت العودة النهائية لبولينج بوثام بلا أي رمية مقابل 45 من أحد عشر جولة. في الجولة الأخيرة من المباراة، احتفظ بوثام أيضًا بالويكيت، دون ارتداء قفازات أو وسادات.

## الأرقام القياسية في لعبة الكريكيت الدولية
امتدت مسيرة بوثام الاختبارية على مدار 16 موسمًا وشارك في 102 مباراة. سجل 5200 نقطة بمعدل 33.54 مع أعلى نتيجة بلغت 208 في قرونه الـ14. حصل على 383 ويكيت بمعدل 28.40 مع أفضل عودة بلغت ثمانية مقابل 34 وحقق عشرة ويكيت في مباراة أربع مرات. لقد حصل على 120 صيدًا.
في 116 مباراة خاضها من عام 1976 إلى عام 1992، سجل 2113 جولة بأعلى نتيجة وهي 79؛ وحصل على 145 ويكيت بأفضل عودة وهي أربعة مقابل 31؛ واحتفظ بـ 36 صيدًا. إن المقارنة المباشرة بين هذه الإجماليات مع إجماليات مسيرته في الاختبارات تكشف أنه كان أقل فعالية في شكل المباريات المحدودة. لقد كان لديه بعض مباريات دولية محدودة المتميزة، ومع ذلك، فقد فاز بستة جوائز رجل المباراة. شارك بوثام في ثلاث نسخ من كأس العالم للكريكيت: 1979، 1983 و 1992. شارك في 22 مباراة في كأس العالم بما في ذلك النهائيات في عامي 1979 و1992، وكلاهما خسرتهما إنجلترا، وكان ضمن فريق إنجلترا الخاسر في نصف نهائي عام 1983.
كان بوثام هو اللاعب الحادي والعشرين الذي حقق «ضعف» 1000 جولة و100 ويكيت في لعبة الكريكيت الاختبارية، واستمر في تسجيل 5200 جولة وأخذ 383 ويكيت، بالإضافة إلى الاحتفاظ بـ 120 صيدًا.
كان يحمل الرقم القياسي العالمي لأكبر عدد من الويكيتات في الاختبارات من 21 أغسطس 1986 إلى 12 نوفمبر 1988. وكان سلفه هو دينيس ليلي ‏ الذي اعتزل بعد أن جمع 355 ويكيت في 70 مباراة. وسع بوثام الرقم القياسي إلى 373 في 94 مباراة قبل أن يتجاوزه ريتشارد هادلي. أنهى بوثام الموسم برصيد 383 ويكيت في 102 مباراة بينما مدد هادلي الرقم القياسي إلى 431 في 86 مباراة.
كما هو موضح أعلاه، أصبح بوثام في عام 1980 ثاني لاعب يحقق «مباراة مزدوجة» من 100 جولة وعشرة ويكيت في لعبة الكريكيت الاختبارية، بعد آلان ديفيدسون في عام 1960–1961. ومع ذلك، كان بوثام هو أول من سجل قرنًا وحصل على عشرة ويكيتات في مباراة اختبارية (سجل ديفيدسون 44 و80). ومنذ ذلك الحين، نجح عمران خان في تحقيق المائة والعشر نقاط المزدوجة عندما سجل 117 نقطة واستحوذ على ستة مقابل 98 وخمسة مقابل 82 ضد الهند في ملعب إقبال ‏ في فيصل آباد في يناير 1983، ومرة أخرى بواسطة شكيب الحسن لبنجلاديش ضد زيمبابوي في خولنا في عام 2014.

## قائمة قرون الاختبار وأدوار الخمسة ويكيت

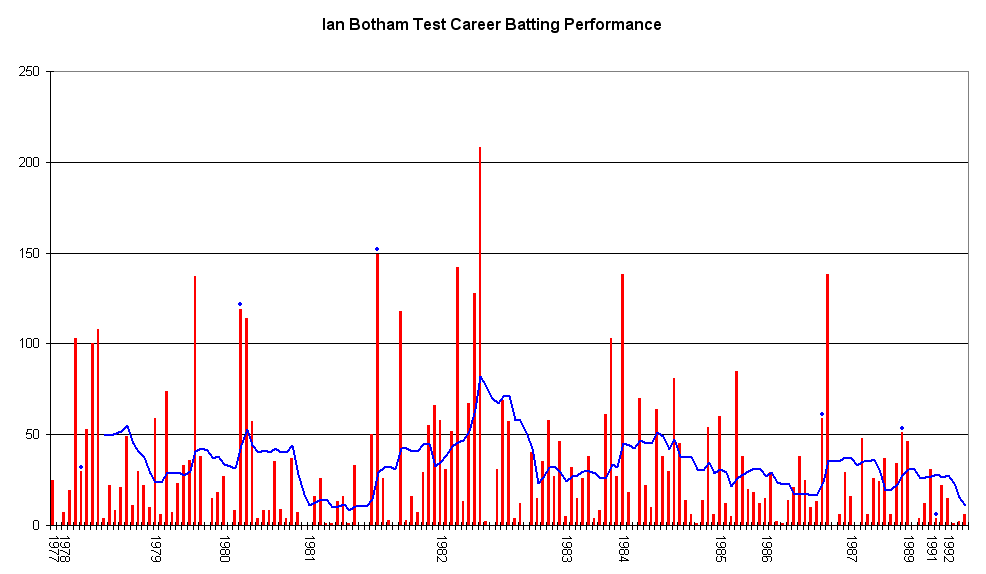
الرسم البياني لأداء مهنة اختبار بوثام

وبالمقارنة مع العديد من أعظم لاعبي الكريكيت، الذين كان معظمهم متخصصين، تبدو متوسطات بوثام عادية إلى حد ما، ولكن هذا يتجاهل حقيقة أنه كان لاعبًا متعدد المهارات، ومن النادر أن يحقق هذا النوع من اللاعبين مكانة عالمية. منذ الحرب العالمية الثانية، أصبح بوثام واحدًا من حوالي اثني عشر لاعبًا من الطراز العالمي في حين كان هناك العديد من المتخصصين من الطراز العالمي. يمكن وصف بعض اللاعبين الشاملين العظماء، مثل جارفيلد سوبرز وجاك كاليس كضاربين أو آلان ديفيدسون وريتشارد هادلي ‏ كلاعبي بولينج، بأنهم متخصصون من الطراز العالمي في تخصصاتهم الرئيسية والذين كانوا ممارسون فعالين للآخر. ومن بين اللاعبين الشاملين الحقيقيين الذين حققوا مكانة عالمية خلال هذه الحقبة، إلى جانب بوثام نفسه، كيث ميلر، وريتشي بينود ‏، ومايك بروكتر، وكلايف رايس، وعمران خان، وكابيل ديف، وأندرو فلينتوف.
من الجدير بالذكر أن أول 202 ويكيت لبوثام جاءت بمعدل 21.20 لكل ويكيت، بينما كلفته 181 ويكيت الأخيرة في المتوسط 36.43 لكل ويكيت؛ المتوسط الأول هو ما يجعل بوثام واحدًا من أعظم لاعبي البولينج في العصر الحديث، حيث يصنف جنبًا إلى جنب مع عظماء جزر الهند الغربية كيرتلي أمبروز ‏ (متوسط مسيرته 20.99)، ومالكوم مارشال (متوسط مسيرته 20.94)، وجويل جارنر (متوسط مسيرته 20.97)، ولكن المتوسط الثاني يصور لاعبًا، كلاعب بولينج متخصص، لن يتمكن من الحفاظ على مكان في العديد من فرق الاختبار. يمكن أن يُعزى هذا الاختلاف إلى حد كبير إلى التأثيرات طويلة المدى لإصابة في الظهر تعرض لها في عام 1980؛ مما حد من سرعة رميه وقدرته على تأرجح الكرة.
ضربات بوثام – على الرغم من أنه لم يكن مساويًا أبدًا لقدراته في البولينج – انخفض أيضًا، مع متوسط ضربات بلغ 38.80 في أول 51 مباراة اختبارية له، وهو أعلى بكثير من 28.87 الذي حققه في آخر 51 مباراة اختبارية له، مرة أخرى، وهو رقم قد يُعتبر غير مرضٍ لضارب متخصص في معظم فرق الاختبار. في السنوات الخمس الأولى من مسيرة بوثام في الاختبارات، عندما لم يكن يلعب كقائد، سجل 2557 جولة بمعدل 49.17 بما في ذلك 11 قرنًا وأعلى درجة 208، وأخذ 196 ويكيت بمعدل 21.28 بما في ذلك تسعة عشر عملية انتزاع 5 ويكيت وحمل 50 صيدًا. تشير مثل هذه الأرقام إلى لاعب يمكنه بسهولة الحفاظ على مكانه في أي فريق اختبار باعتباره رجل مضرب أو لاعب بولينج متخصص بمفرده. خلال هذه الفترة، تم ترسيخ سمعته كواحد من أبرز لاعبي الاختبار الشامل.

## الأسلوب والتقنية
كان لدى بوثام تقارب مع بريان كلوز، قائد المقاطعة الأول الذي أصبح مرشدًا له، حيث تقاسما التصميم على الأداء الجيد والفوز بالمباريات. علق ويسدن على سمة مشتركة أخرى: «الشجاعة المتميزة»، ويرجع ذلك أساسًا إلى أن بوثام كان مستعدًا للعب في أي مكان، عمومًا في الانزلاقات ولكن أيضًا في المواقف الخطيرة بالقرب من رجل المضرب وكان لاعبًا رائعًا في الملعب. كضارب، كان بوثام يُوصف غالبًا بشكل خاطئ من قبل الصحافة الشعبية بأنه «ضارب كبير» (مما يعني ضمناً أنه كان «ضاربًا شاقًا ‏») ولكن، في حين أنه من الصحيح أن قوته مكنته من قيادة الكرة لستة وشجاعته في ربط واحدة لستة، كان لدى بوثام في الواقع أسلوب ضرب صحيح للغاية حيث كان يقف جانبيًا ويلعب بشكل مستقيم: أشاد ويسدن «بضربه المستقيم وقطعه المربع».
ربما لم يكن بوثام جيدًا بما يكفي للاحتفاظ بمكان أساسي في منتخب إنجلترا كضارب متخصص (كان متوسط ضرباته ‏ في الاختبارات المهنية متواضعًا إلى حد ما عند 33.54) ولكن بصفته لاعب بولينج قادرًا على أخذ 383 ويكيت في الاختبارات، فمن المؤكد أنه سيفعل ذلك. أشاد ويسدن بتوم كارترايت لمساعدته في تطوير أسلوب بوثام كرامي تأرجح، وبحلول الوقت الذي ظهر فيه لأول مرة في اختبار عام 1977، كان بوثام قد أتقن تغيير السرعة، والتأرجح الخارجي ‏ والتأرجح السريع للداخل، وهي كلها أجزاء هائلة من ذخيرته والتي مكنته في النهاية من تحطيم الرقم القياسي العالمي للويكيت في اختبار.
في مقال كتبه في مجلة باركليز وورلد أوف كريكيت (1986)، علق قائد منتخب إنجلترا السابق توني لويس على قوة بوثام وحماسه وعدوانيته «التي أظهرها في كل مباراة». ومع ذلك، أشار لويس إلى أن حماسة بوثام كثيراً ما قللت من كفاءة لعبه، حيث كان يخاطر كثيراً أو يرفض التخلي عن تكتيكات البولينج على الرغم من التكلفة الباهظة المستمرة. لقد لخص بوثام باعتباره لاعب كريكيت مثيرًا يفتقر إلى الانضباط الذاتي. كان بوثام في منتصف مسيرته المهنية عندما نُشر الكتاب، لكن لويس أكد على السرعة التي حقق بها بوثام إنجازات معينة مثل 1000 جولة و100 ويكيت في لعبة الكريكيت الاختبارية. في ذلك الوقت، لم يكن هناك سبب يمنع بوثام من مواصلة تحقيق الإنجازات، لكنه كان قد وصل إلى ذروته بالفعل، وفي الماضي، كان لمسيرته المهنية جانب نيزكي. قال منافسه عمران خان: «أعتقد أن بوثام لم يُوفِّ موهبته حقها قط. عندما بدأ، كان بإمكانه فعل أي شيء، لكنه تراجع بسرعة كبيرة. بطريقة ما، كانت مسيرتنا المهنية متناقضة. بدأت ببطء شديد، لكنني تحسنت، وعززت موهبتي. أما هو، فسلك الطريق المعاكس، على ما أعتقد».

## الإرث
لقد كانت مسيرة بوثام ومستوى قدراته موضع نقاش كثيرًا. على سبيل المثال، عند تسميته لاعب الكريكيت لهذا العام في طبعة عام 1978، وصف ويسدن بوثام بأنه «شخصية مصممة تعرف إلى أين تهدف، والذي سوف يخاطب نفسه بشكل طبيعي وعنيف إلى وجهة النظر المثيرة للاهتمام بأنه مبالغ في تقديره». كان دينيس كومبتون يصف بوثام بأنه «مبالغ في تقديره» وقال إنه «حقق أداءً جيدًا فقط لأن جميع أفضل اللاعبين انضموا إلى باكر»: أي إلى بطولة العالم للكريكيت (WSC).
كان بوثام يمدح زملائه على الفور، على سبيل المثال، شركائه في الضرب هالام موزلي ‏ وبوب كلاب ‏ بعد ربع نهائي بينسون وهيدجز عام 1974 ضد هامبشاير؛ وبوب ويليس، الرجل الذي فاز بمباراة الاختبار في هيدنجلي عام 1981 بفضل رمياته.
كأس ريتشاردز–بوثام ‏، المقرر أن تحل محل كأس ويسدن ‏ للفائزين في سلسلة اختبارات جزر الهند الغربية وإنجلترا، تم تسميتها تكريمًا لبوثام وفيف ريتشاردز.

## قضايا التشهير المرفوعة ضد عمران خان (1994–1996)
في عام 1994، بعد عام من تقاعده، تورط بوثام في نزاع قانوني مع عمران خان الذي اتهم بوثام وآلان لامب في مقال في صحيفة إنديا توداي بتشويه سمعة لعبة الكريكيت. ردًا على ذلك، رفع بوثام ولامب دعوى تشهير. تم الاستماع إلى القضية في المحكمة العليا في عام 1996، واختارت المحكمة أن تنظر في اليوم الثاني في دعوى منفصلة رفعها بوثام فقط ضد خان، الذي اقترح في مقال صحفي أن بوثام كان متورطًا في التلاعب بالكرة. وقد أصبح هذا موضوع قضية في المحكمة في وقت لاحق، والتي فاز بها خان في النهاية. وكان بوثام مسؤولاً عن جميع النفقات في قضية المحكمة في الحكم، بما في ذلك تلك التي تكبدها خان.

## مسيرة كرة القدم
كان بوثام لاعب كرة قدم موهوبًا، لكنه كان يعتقد أنه أفضل في لعبة الكريكيت، فاختار الأخير لمسيرته المهنية بدوام كامل. ومع ذلك، فقد لعب كرة القدم كقلب دفاع من عام 1978 إلى عام 1985 لصالح نادي يوفيل تاون ونادي سكانثورب يونايتد. شارك في إحدى عشر مباراة في الدوري الإنجليزي لكرة القدم مع نادي سكانثورب. أثناء وجوده مع يوفيل، ظهر بوثام مع فريق كرة القدم الحادي عشر (جانب ممثل للاعبي كرة القدم غير المحترفين) ضد دوري كرة القدم الشمالي في كروفت بارك خلال موسم 1984–1985.

## جمع التبرعات الخيرية

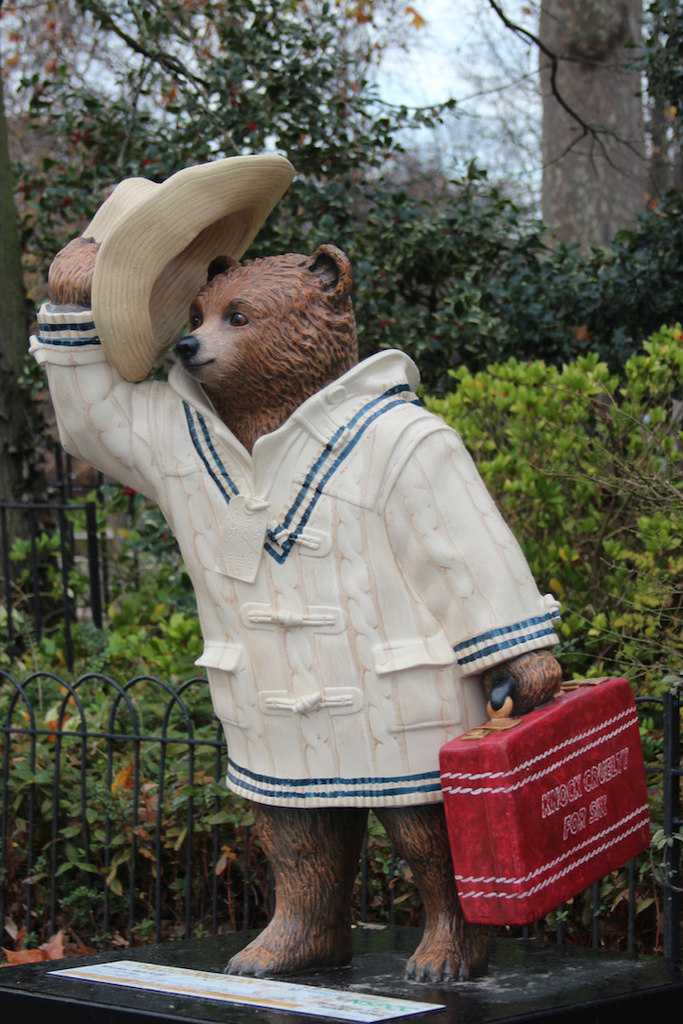
تمثال دب بادينغتون من تصميم بوثام—موضوعه «ستيكي ويكيت»— في ريجنتس بارك، لندن، تم بيعه في مزاد لجمع التبرعات لصالح الجمعية الوطنية لمنع القسوة على الحيوانات

كان بوثام جامعًا للتبرعات بشكل كبير للأعمال الخيرية، حيث قام بإجمالي 12 مسيرة خيرية طويلة المسافة. كانت رحلته الأولى في عام 1985 عبارة عن رحلة بطول 900 ميل من جون أو جروتس إلى لاندز إند ‏. وقد استلهم جهوده بعد زيارة إلى مستشفى موسجروف بارك ‏ في تاونتون في عام 1977 أثناء تلقيه العلاج لكسر في إصبع القدم. وعندما سلك طريقا خاطئا نحو جناح الأطفال، شعر بالصدمة عندما علم أن بعض الأطفال لم يتبق لهم سوى أسابيع للعيش، ولماذا. وكان في ذلك الوقت أبًا متوقعًا. ومنذ ذلك الحين، جمعت جهوده أكثر من 12 جنيهًا إسترلينيًا مليون دولار للأعمال الخيرية، حيث يعد البحث في مجال سرطان الدم السبب الرئيسي للاستفادة من هذا التبرع. وتقديرًا لهذا العمل، أصبح بوثام في عام 2003 أول رئيس على الإطلاق لمؤسسة بلود وايز، وهي المؤسسة الخيرية الرائدة في مجال علاج سرطان الدم في المملكة المتحدة. في نوفمبر 2014، صمم بوثام تمثال الدب بادينغتون، وهو واحد من خمسين تمثالًا تم إنشاؤها بواسطة العديد من المشاهير والتي كانت موجودة في جميع أنحاء لندن قبل إصدار فيلم بادينغتون، مع بيع التماثيل في مزاد لجمع الأموال للجمعية الوطنية لمنع القسوة على الأطفال (NSPCC).
في 10 أكتوبر 2007، تم منح بوثام لقب فارس البكالوريوس من قبل الملكة إليزابيث الثانية في قصر باكنغهام، بعد تعيينه في تكريمات عيد ميلاد الملكة ‏ «لخدماته الخيرية والكريكيت».

## المسيرة الإعلامية
بعد اعتزاله لعبة الكريكيت، انخرط بوثام في مجال الإعلام وعمل كمحلل ومعلق في سكاي سبورتس لسنوات عديدة. على عكس فريد ترومان وغيره، فهو لا يعود إلى «أيامي». أشار محرر مجلة ويسدن ماثيو إنجل إلى هدوء بوثام وذكائه وفطنته كمعلق تلفزيوني، على الرغم من اعترافه بأنه فوجئ بذلك.
في 9 أغسطس 2009، أثناء التعليق على مباراة اختبار آشز الرابعة في هيدنجلي في ذلك الموسم، تمت دعوة بوثام للمشاركة في حفل على أرض الملعب لإدخاله إلى قاعة مشاهير الكريكيت آي سي سي ‏ جنبًا إلى جنب مع لاعبي يوركشاير السابقين جيفري بويكوت ‏ وويلفريد رودس وفرد ترومان. وكان بويكوت حاضراً أيضاً، إلى جانب أرملة فريد ترويمان، فيرونيكا، وكولين جريفز ‏، الذي قبل التكريم نيابة عن ويلفريد رودس بصفته رئيس نادي يوركشاير للكريكيت. قال بوثام: «إن اختياري ضمن 55 من أكثر لاعبي الكريكيت غزارةً في التاريخ شرفٌ عظيمٌ لي. لم أكن لأتوقع تكريم مسيرتي الكريكيتية في قاعة مشاهير الكريكيت التابعة للمجلس الدولي للكريكيت عندما بدأتُ اللعب، ولكن حصولي على هذه الجائزة اليوم أمرٌ في غاية الامتنان». أشاد كولين جريفز بوثام في تكريمه لرودس، قائلاً: «إنه لشرف عظيم أن أقبل القبعة نيابةً عن أسطورة يوركشاير. كان ويلفريد رودس لاعبًا موهوبًا للغاية، ويُعتبر بحق أحد أعظم لاعبي الكريكيت متعددي المواهب في إنجلترا. ويسعدني أيضًا أن أرى اثنين من عظماء يوركشاير ولاعبًا متعدد المواهب آخر يُنضمون إلى قاعة مشاهير الكريكيت التابعة للمجلس الدولي للكريكيت اليوم».
كان موضوع هذه حياتك في عام 1981 عندما فاجأه إيمون أندروز ‏ أثناء اجتماع في لوردز.
في 12 أغسطس 1995، أجرى أندرو نيل مقابلة مطولة مع بوثام في برنامجه الفردي هل هذه حياتك؟ للقناة الرابعة.
وفي عام 2008 حصل على الدكتوراه الفخرية من جامعة باث.

## النبالة
تم ترشيحه من قبل بوريس جونسون للحصول على لقب النبلاء مدى الحياة في التكريمات السياسية لعام 2020 ‏، حيث تم الإبلاغ على نطاق واسع أن هذا التكريم كان مكافأة لدعمه للخروج البريطاني من الاتحاد الأوروبي. تم تعيينه بارون بوثام، من رافينسوورث في مقاطعة شمال يوركشاير في 10 سبتمبر وأدى اليمين وتولى مقعده في 5 أكتوبر 2020. ألقى بوثام خطابه الأول في 3 نوفمبر 2020، ومنذ ذلك الحين قدم مساهمة شفهية أخرى في 25 نوفمبر 2020 فيما يتعلق بتمويل الرياضة، ولكن اعتبارًا من نوفمبر 2024، لم يتم تقديم أي مساهمات شفهية أخرى منذ ذلك الحين. في حين أن بوثام حضر 61 مباراة في عام 2020، انخفض هذا العدد إلى مرتين في عام 2022. اعتبارًا من نوفمبر 2024، يُظهر السجل البرلماني أن تصويته الأخير في مجلس اللوردات كان في يوليو 2021.
في 23 أغسطس 2021، عيّنه بوريس جونسون مبعوثًا تجاريًا للمملكة المتحدة لدى أستراليا.

## الحياة الشخصية
بوثام مصاب بعمى الألوان. في عام 1976، في دونكاستر، تزوج بوثام من كاثرين («كاثي») والر (الليدي بوثام الآن) والتي التقى بها لأول مرة في يونيو 1974. عاشوا في إيبوورث، بالقرب من سكانثورب، حتى أواخر الثمانينيات. لديهم ابن واحد، ليام (من مواليد أغسطس 1977)، وابنتان. تعيش العائلة الآن في رافينسوورث في شمال يوركشاير، وتملك أيضًا عقارًا في ألميريا، حيث يلعب بوثام الجولف بشكل متكرر.
بوثام هو صياد متحمس للسلمون المرقط والسلمون. ونتيجة لذلك، تمت دعوته لتقديم مسلسل تلفزيوني بعنوان بوثام على الطاير (بالإنجليزية: Botham on the Fly). لقد كان أيضًا قائدًا لفريق في المسلسل التلفزيوني «سؤال رياضي ‏» على قناة بي بي سي.
بالإضافة إلى الصيد بالصنارة والغولف، يستمتع بوثام بصيد الحيوانات البرية ويملك أرضًا مخصصة لطيور الطيهوج. وقد أدى هذا إلى نزاع رفيع المستوى مع الجمعية الملكية لحماية الطيور ‏ (RSPB). في أغسطس 2016، دعا إلى طرد كريس باكهام ‏ من هيئة الإذاعة البريطانية (بي بي سي) كجزء من حملة ممولة من قبل صناعة صيد طيور الطيهوج، بعد أن سلط باكهام الضوء على تورط الصناعة في القتل غير القانوني للأنواع المهددة بالانقراض من الطيور الجارحة.
وفقًا لصحيفة نيو ستيتسمان في عام 2015، «بوثام رجل إنجليزي من الطراز القديم [...] فهو محافظ بحرف C صغير وكبير» و«ملكي قوي». وكان بوثام مؤيدًا قويًا لانسحاب المملكة المتحدة من الاتحاد الأوروبي. نُقل عنه قوله: «شخصيًا، أعتقد أن إنجلترا جزيرة. أعتقد أن إنجلترا يجب أن تبقى إنجلترا. وأعتقد أنه يجب علينا الحفاظ على ذلك.» وقد ظهر في عدد من فعاليات حملة مؤيدي الخروج في الفترة التي سبقت استفتاء عضوية المملكة المتحدة في الاتحاد الأوروبي عام 2016.
كما شهدت الحياة الخاصة لبوثام ظهورات درامية في الصحف البريطانية الشعبية من حين لآخر، حيث دفعته علاقة خارج إطار الزواج على الأقل إلى تقديم اعتذار علني لزوجته كاثي. كما اختلف علنًا مع لاعبين آخرين، بما في ذلك زميله لاعب إنجلترا جيف بويكوت، وقائد سومرست بيتر روبوك ‏، وضارب أستراليا إيان تشابيل، الذي تشاجر معه في موقف سيارات أديلايد أوفال خلال سلسلة أشيز 2010–2011 ‏. على الرغم من أن بوثام كان يأمل في حل نزاعه الطويل الأمد مع تشابيل خلال فيلم وثائقي على القناة التاسعة في 27 يونيو 2023، إلا أن تشابيل رفض.

## الفهرس
- Barclays (1986). Swanton، E. W. (المحرر). Barclays World of Cricket. Willow Books. ISBN:0-00-218193-2.
- Ian Botham؛ Kenneth Gregory (1982). Botham's Choice. وليام كولنز وأبناؤه. ISBN:978-0-00-216490-0. مؤرشف من الأصل في 2024-09-09.
- Ian Botham (1994). My Autobiography: Don't Tell Kath. هاربر كولنز. مؤرشف من الأصل في 2023-12-08.
- Ian Botham؛ Dennis Coath (1996). Deep Cover. هاربر كولنز. ISBN:978-0-00-649827-8. مؤرشف من الأصل في 2024-09-09.
- Ian Botham (2007). Ian Botham: My Illustrated Life. Cassell. ISBN:978-1-84403-585-4. مؤرشف من الأصل في 2024-09-09.
- Ian Botham (2008). Head on: The Autobiography. Ebury Press. ISBN:978-0-09-192149-1. مؤرشف من الأصل في 2023-12-08.
- Ian Botham (2010). On Fishing: At Sea, Being Coarse, on the Fly. Orion. ISBN:978-0-7538-2633-1. مؤرشف من الأصل في 2023-12-04.
- Ian Botham (2011). Botham's Book of the Ashes: A Lifetime Love Affair with Cricket's Greatest Rivalry. Mainstream Publishing. ISBN:978-1-84596-905-9. مؤرشف من الأصل في 2025-01-20.
- Dave Bowler (1997). No Surrender: The Life and Times of Ian Botham. Orion. ISBN:978-0-7528-0803-1. مؤرشف من الأصل في 2023-12-04.
- Doust، Dudley (1981). Ian Botham, the great all-rounder. سانت ألبانز, Hertfordshire: Granada. ISBN:0-583-13452-1. OCLC:7247566.
- Farmer، Bob (1979). Ian Botham. Feltham، ميدلسكس: Hamlyn. ISBN:0-600-34917-9. OCLC:6145706.
- James، C. L. R. (1993). Beyond A Boundary. Duke University Press. ISBN:0822313839.
- Frank Keating (1986). High, Wide and Handsome: Ian Botham, the Story of a Very Special Year. Willow Books. ISBN:978-0-00-218226-3. مؤرشف من الأصل في 2023-12-08.
- Mosey، Don (1986). Botham. London: Guild Publishing. ISBN:0-413-40780-2. OCLC:14131072.
- Murphy، Patrick (1988). Botham: a biography. London: J. M. Dent & Sons. ISBN:0-460-04725-6. OCLC:17777058.
- Nyren، John (1998). Ashley Mote (المحرر). The Cricketers of my Time. Robson.

## وصلات خارجية
لا توجد روابط لمواقع التواصل الاجتماعي.

- إيان بوثام على موقع إي آس بي آن كريك إنفو (الإنجليزية)
- سيرة السير إيان بوثام، الحاصل على وسام الإمبراطورية البريطانية، شعب ديبرت اليوم[الإنجليزية] (تم أرشفته في عام 2013)

| مناصب رياضية                               | مناصب رياضية | مناصب رياضية       |
| ------------------------------------------ | --- | ------------------ |
| سبقه برايان روز                            | قائد فريق الكريكيت في مقاطعة سومرست 1984–1985 | تبعه بيتر روبوك    |
| سبقه مايك برييرلي                          | قائد المنتخب الإنجليزي للكريكيت 1980–1981 | تبعه مايك برييرلي  |
| السجلات                                    | |                    |
| سبقه دينيس ليلي                            | الرقم القياسي العالمي – أكبر عدد من الويكيتات في مسيرته الكريكيتية 373 ويكيت (27.86) في 102 اختبارًا تم تسجيله في الفترة من 21 أغسطس 1986 إلى 12 نوفمبر 1988 | تبعه ريتشارد هادلي |
| Orders of precedence in the United Kingdom | |                    |
| سبقه اللورد مويلان                         | 'جنتل مان بارون بوثام ' | تبعه />{{{1}}}     |